# Història de l'Argentina entre 1963 i 1983
La Història de l'Argentina entre 1963 i 1983 va estar marcada per una accentuada inestabilitat política, la imposició de dictadures de llarga durada i una creixent violència en el marc de la Guerra Freda (1947-1991), i l'aparició de la joventut com a sector social i cultural diferenciat. Cap al final del període, després de la generalitzada violació de drets humans i la Guerra de les Malvines, el poder militar va lliurar el govern als civils sense condicionaments, establint-se un ampli consens en respectar la democràcia com a únic camí legítim de resolució de conflictes, tancant el cicle cop d'estat-elecció iniciat el 1930.

## Antecedents

Mapa de l'Argentina entre 1963 i 1983

L'Argentina, que havia començat a organitzar-se independentment el 1810, va travessar els seus primers 70 anys de vida sumida en contínues guerres civils; el període conservador, que va durar fins al 1916, va presenciar un accelerat creixement econòmic, recolzat en un model agroexportador. La reforma electoral que va permetre la participació de les majories, va portar al govern el 1916 a Hipòlit Yrigoyen (de la Unió Cívica Radical, UCR) que va prendre mesures de democratització econòmica i social, mentre els sindicats i l'oposició integrada per socialistes, conservadors i radicals antipersonalistas, denunciava les massacres obreres, l'acció de grups parapolicials i les seves pràctiques autoritàries, qualificant al govern de dictadura, al punt que Yrigoyen va ser enderrocat el 1930, en el primer dels cops d'estat cívic-militar que castigarien el país durant mig segle. Els anys de la restauració conservadora que van seguir es van identificar amb el frau electoral, la dependència del capital britànic i la corrupció, al punt que van passar a la història amb el nom de la «Dècada Infame».
En resposta, sectors heterogenis de les forces armades van instaurar el 1943 una dictadura militar dins de la qual van pugnar diversos corrents amb successius canvis de poder i cops interns. Acusat de feixisme per l'oposició i després d'una gran manifestació obrera realitzada el 17 d'octubre de 1945, el govern militar va buscar una sortida política convocant eleccions. La majoria dels sindicats socialistes i sindicalistes revolucionaris van formar el Partit Laborista per impulsar la candidatura presidencial del coronel Juan Domingo Perón, contra una aliança de tots els partits polítics existents fins llavors denominada la Unió Democràtica, donant origen a un nou moviment polític, el «peronisme», que va guanyar les eleccions i va assumir el govern el juny de 1946; després d'una reforma constitucional, Perón va ser reelegit i va assumir la seva segona presidència el 1952.
Durant els nou anys de la presidència de Perón, el país es va transformar ràpidament, incorporant a una àmplia majoria de la població als beneficis d'un estat de benestar, es van generalitzar els drets socials, es va reconèixer el dret al vot i la igualtat jurídica de les dones, es va potenciar el paper de l'Estat en l'economia i es va iniciar un accelerat procés de substitució d'importacions, que aspirava a deixar enrere definitivament el model agroexportador.
| « | El component salarial de l'ingrés nacional va superar, per primera vegada en la història, a la retribució obtinguda en concepte de guanys, interessos i renda de la terra. El 1948, aquell ascendia a 53% contra 47% d'aquest, el que es comparava favorablement amb la situació imperant només un lustre enrere, quan els treballadors percebien 44,4% i els empresaris, capitalistes i rendistes rebien 55,6%. | » |

El 1951, el Congrés va expropiar el diari La Prensa. El govern per la seva banda va exercir pressió econòmica sobre els diaris opositors (per exemple, es racionava el paper de diari) i es va aplicar una certa dosi de censura, que mai va ser total: La Nación i Clarín, junt amb altres desenes de diaris, van seguir circulant. En el cas de Clarín, si bé «el 1945 havia fet campanya contra Juan Perón, des de finals del 1946 es va adherir amb entusiasme a la seva presidència i només es va reconvertir a l'antiperonisme més furiós en els dies previs al cop militar que el va enderrocar el 1955». El govern va crear una xarxa de mitjans de premsa que, igual que la totalitat de les ràdios, controlava en forma directa o a través d'afins, amb la qual cosa només uns pocs diaris van quedar fora del seu control, principalment els dos de major tiratge: La Prensa i La Nación. Es va realitzar una política propagandística per refermar el govern que arribava fins i tot als llibres escolars dels nens. Van ser totalment exclosos de la radiofonia els polítics no peronistes. Centenars d'aquests van ser detinguts sense cap procés i van ser comprovats actes de tortures policials, com el de l'estudiant Mario Ernesto Bravo.
Paral·lelament, des d'abans que Perón assumís el govern, sectors importants dels partits opositors van conspirar amb grups militars per enderrocar el govern constitucional recorrent al terrorisme o a la preparació de cops d'estat. Els diaris de major tiratge (La Prensa, La Nación, La Razón, Clarín, El Mundo, La Vanguardia, Crítica i Notícias Gráficas, així com totes les ràdios, es van negar a difondre notícies sobre la campanya electoral peronista i ni tan sols esmentaven el nom de Perón en les seves edicions. El 1951, va ser desarticulat un cop d'estat durant el qual va ser assassinat el sergent Miguel Farina per no rendir-se davant els colpistes. Centenars d'opositors sospitosos d'haver tingut complicitat amb el cop van ser detinguts, dels quals 111 van ser condemnats. El 1953, grups opositors al peronisme van realitzar un atemptat terrorista a la Plaça de Mayo durant una manifestació peronista en què van ser assassinats Santa Festigiata D'Amico, Mario Pérez, León David Roumeaux, Osvaldo Mouche, Salvador Manes i José Ignacio Couta. Al juny de 1955, grups opositors al peronisme van organitzar un nou cop d'estat, i durant el transcurs van bombardejar amb avions de guerra la Plaça de Mayo, assassinant a 308 persones, entre elles 23 dones, 6 nens i nenes i 111 militants sindicals peronistes, a més de desenes de persones que no van poder ser identificades a causa de les severes mutilacions i cremades sofertes. L'endemà del Bombardeig de la Plaça de Mayo, el metge Juan Ingalinella i altres militants comunistes van realitzar una manifestació en defensa del govern constitucional de Perón, raó per la qual diversos policies de Santa Fe el van detenir, i després de torturar-los i assassinar-los van fer desaparèixer els seus cossos; el govern va els va exonerar i va detenir els policies sospitosos, que van ser jutjats i finalment condemnats per homicidi simple el 1963. Centenars de colpistes i terroristes van fugir del país per evitar ser detinguts i jutjats pels seus delictes, exiliant-se la majoria d'ells a Uruguai, per tornar després l'enderrocament de Perón, sense que cap d'ells fos sotmès a procés.
El peronisme va aconseguir mantenir el control de la política nacional fins a finals de 1954, quan es va iniciar un inesperat i (per a molts) incomprensible enfrontament entre l'Església Catòlica i el govern. Després d'un sagnant bombardeig de Plaça de Mayo al juny de 1955, en què van ser assassinades més de 300 persones, Perón va ser enderrocat per mitjà d'un cop d'estat amb suport civil al mes de setembre d'aquest any i va marxar a l'exili.
Després d'un efímer intent de dictadura que preservés els avenços socials del peronisme, dirigit pel general Eduardo Lonardi, l'anomenada Revolució Aliberadora va encimbellar com a dictador a Pedro Eugenio Aramburu, que va iniciar una política de persecucions i detencions massives per «desperonizar» el país i tornar a l'economia agroexportadora. La majoria dels partits que van ser opositors al peronisme (UCR, PS, PDN, PDP, PDC) van integrar la dictadura formant la Junta Consultiva Nacional. Es va considerar delicte fins i tot el cant de la marxa peronista. Un intent de contracop d'estat va ser aixafat i els seus líders (a més de desenes de civils) van ser afusellats o assassinats clandestinament. La reforma constitucional de 1949 va ser deixada sense efecte i la dictadura va patrocinar una nova reforma constitucional impugnada per gran part de l'arc polític. No obstant això, el peronisme no va desaparèixer; una inorgànica «resistència peronista» alarmava contínuament al país per mitjà d'atemptats incruents, mentre diversos grups intentaven evadir la proscripció per mitjà de diversos partits «neoperonistes». En les eleccions sindicals de 1957 el peronisme va tornar a guanyar la majoria dels sindicats.
La UCR es va dividir en dos partits, i un acord entre l'exiliat Perón i el dirigent radical intransigent Arturo Frondizi va portar a aquest a guanyar les eleccions de 1958, a canvi del respecte a la llibertat sindical i l'aixecament de la proscripció del peronisme. El seu govern, inspirat en les idees desenvolupistes, va pretendre modernitzar i industrialitzar la societat, basant el seu model econòmic en un massiu cridat a les inversions estrangeres. Interpretant que Frondizi no havia complert el pacte amb Perón, els sindicalistes peronistes (que havien recuperat el control del moviment obrer) es van oposar enèrgicament a la política imposada per Frondizi, que va respondre instal·lant un règim repressiu conegut com a Pla CONINTES, que li permetia militaritzar els conflictes laborals, detenint a milers d'opositors. Constret per sectors enfrontats, Frondizi va buscar solucionar les successives crisis apel·lant a una política de fets consumats i de la persecució dels peronistes, als quals finalment va optar per intentar derrotar a les urnes. Però en les eleccions de 1962 el peronisme va guanyar la governació de deu de les catorze províncies, inclosa la poderosa província de Buenos Aires, on va triomfar el combatiu dirigent sindical tèxtil Andrés Framini. Els militars volien que el president anul·lés les eleccions perquè el peronisme no tingués així cap diputat ni senador al Congrés; per evitar això, Frondizi va intentar fer una maniobra i va intervenir en vuit províncies, amb la idea de treure els governadors peronistes electes, però no anul·lar les eleccions, com li exigien els militars. D'aquesta manera, no va poder evitar el cop militar que el va enderrocar pocs dies després. El 29 de març va ser detingut per membres de les Forces Armades. Seria traslladat primer al sud per després quedar reclòs a l'Illa Martín García.
Va ser succeït per la singular dictadura de José María Guido (un funcionari radical sorgit del govern deposat) durant la qual tant el seu equip de govern com l'orientació política li van ser imposats per les forces armades. Al seu torn, aquestes van dirimir les seves diferències internes per mitjà d'una breu guerra civil que va acabar amb la derrota del sector més intransigentment antiperonista; el 1963 es van celebrar les últimes eleccions amb el peronisme prohibit, a més de trobar-se proscripte també l'enderrocat president Frondizi, que seguia detingut pels militars.

## La societat i les idees
L'Argentina havia entrat en una accelerada industrialització, i gairebé ningú discutia l'atribució de regular d'alguna manera l'economia nacional que havia de tenir l'Estat, mentre s'obrien ràpidament pas idees d'esquerra.
Fins a mitjans de la dècada del 60, la joventut era considerada tot just una etapa biològica, que constituïa més un escull (equivalía a inexperiencia) que una característica positiva. L'acceleració dels canvis tecnològics i socials, la generalització de les comunicacions internacional en temps real (a través televisió) o en forma immediata (a través dels diaris i revistes) van donar un nou valor a la joventut, identificada ara amb la innovació i l'energia. Per primera vegada, els joves van tenir la possibilitat de qüestionar amb èxit l'experiència de la gent gran; la joventut feia així la seva aparició com a sector social amb els seus propis interessos i punts de vista. Aquesta postura es va reforçar amb l'elecció dels joves de les seves pròpies vestimentes, gustos musicals i llibertats sexuals completament diferents dels de la gent gran.
Un altre factor de renovació cultural va ser la influència del Concili Vaticà II; quan la pròpia Església Catòlica (considerada una institució immutable per la seva pròpia naturalesa) havia fet una reforma tan profunda, la societat va quedar definitivament oberta a gairebé qualsevol canvi. A Amèrica Llatina les reformes religioses es van veure consolidades per l'aparició de pràctiques pastorals renovadores com la Teologia de l'alliberament (que a l'Argentina va prendre la forma de Teologia del poble), els capellans obrers i villeros. La resposta dels grups conservadors i les classes propietàries a l'impuls generalitzat cap a les novetats va ser d'oberta oposició; al llarg d'aquest període es veurien nombrosos casos d'iniciatives reaccionàries, que es van oposar activa i violentament a tot canvi.
Els recurrents cops d'estat i les proscripcions van convèncer a molts que la política democràtica (entesa per això mateix com engany) no era una via possible per a la resolució dels conflictes interns de la societat, i molt menys encara que fos el camí per modificar-la radicalment. En particular, els joves arribats a l'edat adulta després de la caiguda de Perón no havien conegut cap govern enterament legítim, sorgit d'eleccions lliures, ni tampoc havien vist a un president acabar el seu mandat. L'Exèrcit exercia una tutela aclaparadora sobre els governs constitucionals, limitant fortament l'exercici de la sobirania popular en nom d'una manera de vida «tradicional i irrenunciable». Des de la caiguda de Perón, els treballadors no tenien possibilitats d'expressar la seva veu de manera que incidís en el govern de la societat, al que es va agregar el tancament d'aquesta possibilitat també per a la joventut universitària de classe mitjana a partir de la nit dels bastons llargs i per la campanya moralitzant i la censura exercida per la dictadura d'Onganía.
En aquestes circumstàncies, molts joves van optar per solucions insurreccionals, adherint-se en molts casos a postures revolucionàries, i van identificar la lluita oberta (fins i tot armada) contra les dictadures i el terrorisme d'estat, com el camí més adequat per canviar la societat, prenent com a models a seguir experiències com la revolució cubana i l'exemple del Che Guevara.

## Presidència d'Illia

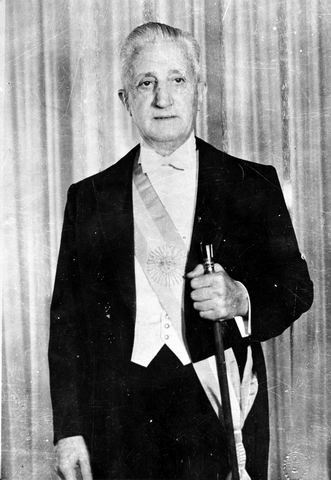
El president Arturo Illia

Arturo Illia, cap de la Unió Cívica Radical del Poble, va assumir el govern amb la seva legitimitat molt qüestionada. Havia estat elegit en eleccions en què s'havia prohibit participar en el peronisme i amb els dos principals líders opositors proscriptes; Perón obligat a l'exili i Frondizi empresonat. Del total de vots va obtenir un escàs 25%, tot just quatre punts per sobre dels vots en blanc amb què s'expressaven molts peronistes. La UCRI, tot i tenir detingut al seu líder, va obtenir un 16%. Mai un president havia estat elegit amb un percentatge tan baix de vots. L'oficialisme tot just tenia el 38% dels diputats, encara que tenia un 54% de senadors. La seva gestió de govern i les seves opcions polítiques van estar estretament lligades a l'escàs marge de maniobra que aquestes circumstàncies li atorgaven.

### Gestió de govern
Frondizi havia iniciat en el seu govern una política d'explotació petroliera basada en la locació d'obres dels jaciments a empreses privades, reservant a l'empresa estatal Jaciments Petrolífers Fiscals (YPF) l'activitat d'exploració i la compra de la producció a les empreses concessionàries. La UCRP havia denunciat que, malgrat el seu nom, es tractava de concessions i no de locacions (YPF assumia tot el risc empresari i que els combustibles eren més cars que si els hagués extrets la petroliera estatal). Per això, en la seva campanya electoral Illia es va comprometre a anul·lar els contractes, cosa que va fer (per decret) tot just un mes després d'assumir la presidència. Aquesta mesura va perjudicar la imatge del govern a l'exterior i el va allunyar de tot possible acord amb els sectors liberals. Al juny de 1964 va sancionar la Llei de salari mínim, vital i mòbil. Poc després va constituir el Consell del Salari, un àmbit de negociació entre representants del govern, els empresaris i els sindicats. Durant el primer any del seu mandat, el salari real va augmentar un 9,6%, mentre la desocupació baixava del 8,8% el 1963 a 5,2% el 1966. Es va promoure una Llei d'Abastament, destinada a controlar els preus de l'IPC i la fixació de sumes mínims de jubilacions i pensions.
No obstant això, els conflictes polítics van portar a un augment de la conflictivitat sindical, amb milers de vagues i ocupacions de fàbriques. L'anomenat Pla de Lluita de la CGT, que havia tornat a ser conduïda pel peronisme, tenia com a objectiu declarat l'exigència d'un canvi de fons de les regles polítiques i econòmiques detallat en el Programa d'Horta Gran i el document El canvi total de les estructures econòmiques, així com que s'investigués la desaparició del militant sindical Felipe Vallese que Illia havia rebutjat. Però també expressava la licitació política que no havia pogut resoldre a les urnes a causa de les proscripcions.
Per iniciativa del ministre de Salut, Arturo Oñativia, al juliol de 1964 va ser sancionada una llei que establia una política de preus i de control dels medicaments, congelant els preus, fixant límits per a les despeses en publicitat i imposant límits als pagaments de regalies a l'exterior. Aquesta llei seria la causa principal de les objeccions que va posar Suïssa durant les negociacions del deute extern davant el Club de París l'any següent.
Va augmentar significativament la participació de l'educació en el Pressupost Nacional, duplicant-lo entre el primer i últim any del seu govern. Va posar en marxa un Pla Nacional d'Alfabetització, que va beneficiar a 350.000 adults. Entre 1963 i 1966 es van graduar de la Universitat de Buenos Aires 40.000 alumnes, la xifra més alta en tota la història d'aquesta universitat.
Va sostenir una política d'ordenament de la despesa pública, va disminuir l'endeutament i va crear la Sindicatura d'Empreses de l'Estat, per a un control més eficaç de les empreses públiques. El deute extern va disminuir de 3.400 milions a 2.600 milions de dòlars.
Després de l'estancament dels anys 1962 i 1963, el trienni d'Illia va presenciar un fort creixement del PIB: va augmentar un 10,3% durant l'any 1964 i un 9,1% el 1965. El motor d'aquest creixement va ser la indústria manufacturera; el Producte Brut Industrial va augmentar un 18,9% l'any 1964 i un 13,8% el 1965.

### Relacions exteriors
Al capdavant del ministeri de Relacions Exteriors, Illia va designar a Miguel Ángel Zavala Ortiz, un dels líders del grup cívic-militar que va bombardejar la Plaça de Mayo el 1955, assassinant centenars de civils, fugint després en un dels avions cap a l'Uruguai, i un dels membres de la Junta Consultiva Nacional de la dictadura d'Aramburu.
La seva política exterior es va guiar per la intenció de sostenir relacions pacífiques amb tothom, i participar en tots els processos de pau en curs. Va intentar mantenir una posició independent enfront de les pressions dels Estats Units, que pretenien sotmetre a tots els països llatinoamericans a una política exterior destinada principalment a evitar l'expansió del comunisme, però en lloc d'això, les relacions amb aquest país van estar centrades en el conflicte per l'anul·lació dels contractes petroliers. La participació argentina a l'ocupació estatunidenca de la República Dominicana va permetre que la situació no s'arribés a un conflicte obert.
Va sostenir relacions comercials i diplomàtiques amb la Unió Soviètica i amb la República Popular de la Xina, que li van valer qüestionaments per part dels caps militars. El seu principal gestió pel que fa a la seva relació amb organismes internacionals va ser amb el FMI, aconseguint millores i postergacions en els pagaments del deute extern després de laborioses negociacions; en alguns casos, va ser necessari mostrar especial duresa davant d'un organisme acostumat a imposar-se als governs deutors.
Es van iniciar negociacions per a la futura construcció de centrals hidroelèctriques sobre els rius compartits amb els països veïns, especialment amb l'Uruguai (Salto Grande) i el Paraguai (Yacyretá-Apipé).
Per primera vegada en molts anys, es van reiniciar converses amb Gran Bretanya que fa a la qüestió de les illes Malvines; simultàniament, es va aconseguir que l'ONU inclogués aquest territori entre els territoris no autònoms sotmesos a supervisió del Comitè de Descolonització.

### Relació amb el peronisme

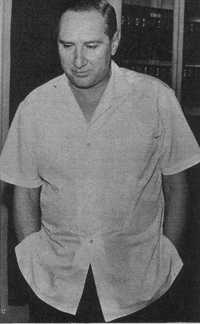
Vandor va voler fer un «peronisme sense Perón»

Illia i el seu partit s'identificaven plenament amb el antiperonisme, però el president aspirava a eliminar el peronisme sense prohibir-lo: entre els seus primers actes de govern, va eliminar algunes de les restriccions que pesaven sobre el peronisme. No obstant això, el propi Perón seguia proscripte i els partits que anunciessin que seguien les seves directives seguirien prohibits; en canvi, les manifestacions públiques i les activitats dels partits neoperonistas van ser alliberades. També es va aixecar la prohibició que pesava sobre el Partit Comunista.
A les eleccions de 1963 havien estat elegits governs neoperonistes en tres de les vint-i-dues províncies: Neuquén, Chaco i Salta; Illia no va tenir problemes per conviure amb ells. En canvi sí hi va haver conflictes interns en diverses províncies governades per radicals, i els governadors del Chubut i Santa Cruz van ser deposats pels seus propis partidaris.
Els peronistes (que qüestionaven activament la legitimitat del govern d'un president electe només pel 25% de l'electorat) aspiraven a aconseguir l'aixecament absolut de les proscripcions. Quan aquesta no es va produir, van aprofitar alguns conflictes laborals per iniciar, al maig de 1964, un «pla de lluita», que va incloure l'ocupació d'onze mil establiments industrials. Illia va respondre denunciant penalment als seus organitzadors, però es va negar a reprimir als manifestants. La CGT era controlada pel líder de les 62 Organitzacions, Augusto Timoteo Vandor, que aspirava a aconseguir un «peronisme sense Perón»; Illia va preferir donar suport per un temps a aquest, per tal de mantenir dividit al peronisme.
Al desembre de 1964, Perón va deixar Espanya per tornar a l'Argentina i posar-se al capdavant del seu moviment. Però l'anomenat «Operatiu tornada» va ser impedit pel govern d'Illia, que va demanar a la dictadura brasilera que obligués a l'avió en què viatjava Perón a tornar a Europa. Des de llavors, Vandor va prendre major importància entre els dirigents peronistes, amb la qual cosa es va guanyar dos enemics clau: José Alonso, secretari general de la CGT, que va crear les seves pròpies «62 Organitzacions de Peu», i el president Illia, que ara preferia afeblir a Vandor.
A les eleccions legislatives de 1965, els diversos partits neoperonistes van derrotar el radicalisme, aconseguint 3.278.434 vots contra 2.734.970 de la UCRP. Tement el poder de Vandor, Illia va autoritzar al Partit Justicialista, plenament identificat amb Perón, a participar en les eleccions de l'any següent a la província de Mendoza, i fins i tot va permetre a María Estela Martínez (esposa de Perón traslladar-se a l'Argentina per donar suport al candidat de l'exiliat general, Ernesto Corvalán Nanclares; aquest va derrotar amb comoditat al candidat de Vandor. Illia semblava haver aconseguit el seu objectiu: el neoperonisme de Vandor seguia dividint al peronisme.
Però aquesta victòria del peronisme va acabar de despullar la debilitat d'Illia, incapaç d'imposar les seves condicions i iniciatives polítiques, i que només aspirava a que els seus adversaris s'anul·lessin entre ells. La idea d'un cop d'estat ja estava madura.

### La caiguda
El govern d'Illia s'ufanejava de la seva moderació i de la seva honestedat, contrastant amb els excessos de tots els governs precedents. Però, en una època en què les ideologies i les iniciatives xocaven contínuament, l'enorme majoria de la població menyspreava la moderació i la associava amb debilitat. Sotmès a limitacions de tot tipus, el mateix president va ser repetidament qualificat com a ineficient i lent, i caricaturitzat com una tortuga.

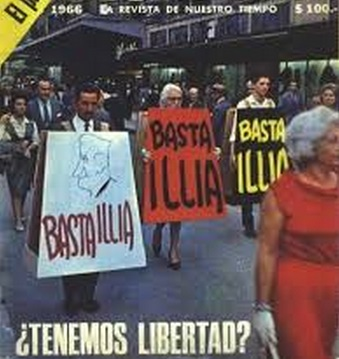
Portada de la revista Panorama de 1966 mostrant una petita manifestació exigint la deposició del president Arturo Illia

Mentre els sindicats i sectors d'esquerra (una part del peronisme entre ells) reclamaven mesures nacionalistes, de benefici popular o directament socialistes, emmarcades en l'objectiu de la «alliberament nacional», els sectors de dreta exigien que posés límit als excessos dels sindicats. A més criticaven durament algunes de les mesures polítiques que Illia havia aconseguit, com el salari mínim, la Llei de Medicaments, l'anul·lació dels contractes petroliers o certa independència enfront de la posició dels Estats Units en política internacional.
Les Forces Armades, alarmades (i fins obsessionades) amb el perill comunista havien adoptat com a ideologia pròpia la doctrina de seguretat nacional difosa pels Estats Units a tot l'hemisferi des de l'Escola de les Amèriques a partir de 1963, segons la qual la seva missió consistia a garantir l'ordre intern i defensar la «civilització occidental i cristiana» de «ideologies foranes»; és a dir, l'enemic de la nació no era extern, sinó intern (els propis ciutadans argentins que qüestionessin els paràmetres culturals i polítics establerts) En el marc de la Guerra Freda, Estats Units va començar a promoure a Amèrica Llatina la instal·lació de dictadures militars permanents (definides per Guillermo O'Donnell com «estats burocràtics autoritaris», com la dictadura militar al Brasil de 1964), de manera de garantir la seva alineament automàtic i evitar qualsevol postura independent o nacionalista.
El desenvolupisme controlava el diari Clarín,, principal diari de l'Argentina, i els peronistes i esquerrans tenien a les seves mans alguns petits però influents mitjans de premsa; Illia no tenia res semblant; si bé era recolzat pel Canal 7 (estatal) i el Canal 9 (privat), la premsa escrita estava enterament en contra (els diaris i revistes li criticaven la seva pretesa inacció i la seva debilitat, a la vegada que anunciaven obertament el cop d'estat que s'estava preparant). Illia es va recolzar en els generals «colorados» per limitar el poder del comandant en cap de l'Exèrcit, Juan Carlos Onganía, un cursetista format a l'Escola de les Amèriques, però els quadres inferiors van ser ocupats per caps «azules». Quan el 1965 Onganía va passar a retir, tots els caps militars li responien personalment, mentre la premsa el mostrava com a cap de l'imminent cop d'estat.
El 28 de juny de 1966 diversos caps militars van ocupar la Casa Rosada i van comunicar a Illia que havia estat deposat, qui després de manifestar el seu repudi a l'acte sediciós, va ser tret per la força.
Amb excepció d'una petita multitud que es va reunir per acompanyar-lo en la seva sortida del govern, l'UCRP no va trobar suport ni al peronisme, ni al frondizisme, que afectats per les proscripcions veien en el cop la possibilitat que es convoquessin eleccions lliures. En el sindicalisme no hi va haver cap sector disposat a defensar un govern que pretenia fragmentar als sindicats i instal·lar un règim «liberal burgès» regit per la Constitució de 1957; els dos principals dirigents sindicals, Vandor i Alonso, van assistir a la jura com a «president» del general Juan Carlos Onganía. Fins als sindicats independents, d'extracció radical i socialista, van donar suport al cop. Només el corrent sindical comunista (MUCS) va condemnar el motí militar. El moviment estudiantil tampoc va defensar a Illia, després d'haver portat endavant aquest mateix anys una de les vagues estudiantils més extenses de la història argentina en demanda de major pressupost.
Tots aquests sectors i diversos grups interns de les forces armades, es penedirien d'haver donat suport al cop als pocs dies. Quan es va fer evident que pretenia instal·lar un règim militar permanent, amb suport orgànic dels Estats Units, els grans grups econòmics i la Societat Rural Argentina, equivalent a una «ocupació estrangera» (similar al que s'havia instaurat al Brasil el 1964 i al qual instauraria Pinochet a Xile el 1973), tots ells van començar a oposar-se al règim.

## La dictadura de 1966 a 1973

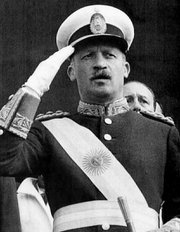
Juan Carlos Onganía

En el mateix comunicat en què informaven a la població de la deposició del president Illia, els comandants de les tres Forces Armades van anunciar el nomenament del tinent general Juan Carlos Onganía com a «President de la Nació». Per primera vegada en la història dels cops d'estat, no s'anunciava com un president provisional, sinó que el seu govern tenia caràcter permanent; es va sancionar un Estatut de la Revolució Argentina, col·locat al mateix nivell jurídic que la Constitució Nacional; els poders executiu i legislatiu requerien en el president, que no solament signaria decrets, sinó també lleis, que van continuar la numeració de les lleis sancionades pel Congrés nacional, que també va ser clausurat; el president nomenava als governadors provincials, que no es deien «comissionats», «interventors» o provisionals, i que també estaven habilitats a sancionar lleis provincials; la Cort Suprema va ser completament reemplaçada per ministres addictes, que van jurar respectar primer l'Estatut i només després la Constitució Nacional.
La frase que condensava les aspiracions del govern era «la Revolució Argentina té objectius, no terminis». Els seus objectius serien assolits en tres etapes o «temps»: 
- primer, un «temps econòmic», durant el qual es buscaria accelerar el desenvolupament industrial i la modernització de l'estructura productiva;
- després un «temps social», durant el qual es buscaria millorar la distribució de la riquesa amb l'objectiu d'assolir la pau social, per eliminar el «caldo de cultiu» de les idees d'esquerra;
- finalment, i subordinat als anteriors, un «temps polític», en el qual s'obriria una nova etapa democràtica[99] amb característiques que mai arribarien a ser explicitades, però que havien de ser diferents a les vigents fins aquell moment.[100]

Ideològicament, el nou règim es va mostrar antiliberal en el polític, però liberal en l'econòmic. En vista que el «temps polític» quedava relegat a un futur indeterminat, es van prohibir els partits polítics, així com tot tipus de participació política per part de la ciutadania; va regir en forma gairebé permanent l'estat de setge i es van veure retallats els drets civils, socials i polítics.
Entre els seus primers actes va estar presidir el 150è aniversari de la declaració de la independència argentina, celebrat al mes de juliol a San Miguel de Tucuman, ocasió que va aprofitar per intentar solucionar la crisi que travessaven els productors de canya de sucre regulant el preu que havien de rebre pel seu producte.

### Política econòmica i social
Onganía va intentar mantenir la participació dels diferents sectors del país en el seu govern mitjançant la formació de comitès consultius en àrees específiques de la política agrària, industrial i econòmica. Aquesta mesura va rebre fortes crítiques dels sectors més conservadors de l'exèrcit, i no va ser tampoc apreciada pels seus suposats beneficiaris, els empresaris.
El segon ministre d'economia de la dictadura, Adalbert Krieger Vasena, va aplicar mesures ortodoxes; va devaluar la moneda en un 40%, va congelar preus i salaris, va revocar les mesures de nacionalització i control de capitals del govern d'Illia, i va restaurar els contractes petroliers que aquest havia anul·lat. Per equilibrar els comptes, va augmentar alguns impostos, en particular les retencions a l'exportació.
El resultat va ser reeixit en el control de la inflació (va baixar-la del 32% al 7,6% anual entre 1966 i 1969) i un augment del PIB que va assolir el 6,8% el 1969. Les exportacions van continuar en alça, però les mesures van perjudicar al sector agropecuari. Les empreses de capital nacional es van descapitalitzar ràpidament, sent reemplaçades per les de capital estranger, amb nombrosos tancaments de fàbriques (l'emblemàtica Siam Di Tella va estar a punt d'entrar en fallida) i vendes d'empreses a capitals estrangers. La intenció era atreure inversions estrangeres, però gran part dels capitals que es van radicar al país ho van ser no en forma d'inversió neta, sinó de compra de béns de capital nacional; entre molts exemples, la automotriu IKA va ser venuda a la francesa Renault.
Un dels sectors més durament castigats va ser la indústria sucrera; després de diversos mesos de dubtes, el govern va decidir intervenir i tancar deu enginys, de manera que una gran quantitat de treballadors va quedar al carrer i els petits productors van quedar a la mercè dels enginys que quedaven, que es van cartelitzar per baixar de comú acord el preu pagat per la canya de sucre.
Els treballadors es van veure fortament perjudicats, ja que la seva participació en la renda nacional va baixar abruptament, d'un 43% al 39% en el mateix període. Una llei de «conciliació obligatòria» va limitar fortament les vagues en defensa del salari, de manera que qualsevol vaga era declarada immediatament il·legal, afavorint sempre als sectors patronals.
No obstant això, el govern va iniciar una gran quantitat d'obres públiques, que van mantenir el ritme de l'activitat industrial. Entre elles es poden esmentar les centrals hidroelèctriques El Chocón, Cerros Colorados, Cabra Corral i Ullum; els ponts Zárate-Brazo Largo, Corrientes-Barranqueras i Fray Bentos-Puerto Unzué; i la central nuclear Atucha.
L'abril del 1969, es va sancionar la Llei 18.188, que canviava la moneda circulant a partir del 1r de gener de 1970; es creava el Peso Ley 18.188, que equivalia al valor de 100 Pesos Moneda Nacional; va ser el primer canvi de denominació en la història de la moneda argentina.

### Croada moralitzadora
Les universitats públiques argentines estaven llavors organitzades d'acord amb els principis de la reforma universitària, que establien l'autonomia universitària del poder polític i el cogovern tripartit d'estudiants, docents i graduats. Els militars i els seus suports de dreta consideraven a les universitats «bressols de la subversió i del comunisme», de manera que la dictadura va decidir imposar-hi la disciplina i les seves idees socials; una «llei» que anul·lava completament l'autonomia universitària, que va ser resistida per estudiants i autoritats de la major part de les universitats nacionals (encara que no de totes).
El 29 de juliol de 1966, la policia va irrompre en una manifestació d'estudiants i docents de la Universitat de Buenos Aires, en l'anomenada «Nit dels bastons llargs», arrestant i castigant físicament els manifestants. Més de 400 arrestats, centenars de professors separats de les seves càtedres i la destrucció de laboratoris i biblioteques va ser el saldo a curt termini dels fets; a llarg termini, es va iniciar una «fugida de cervells» massiva, durant la qual milers de destacats professors i investigadors van abandonar el país.
El govern va decidir reformar els costums i controlar les expressions artístiques; la censura va aconseguir a programes de televisió, espectacles de teatre (entre elles l'òpera Bomarzo d'Alberto Ginastera i Manuel Mujica Lainez) i de cinema, a més de diaris, llibres i revistes. Els hippies eren arrestats i els seus pèls tallats; la policia feia batudes en els hotels allotjament i obligava els marits a anar a buscar a la comissaria a les esposes infidels. Fins i tot besar-se en públic era castigat amb arrest.
Onganía va voler imposar el predomini de l'Església Catòlica, sostingut per diversos grups d'orientació catòlica conservadora, especialment de l'Opus Dei. Assistia freqüentment a actes públics religiosos i va consagrar el país a la Verge.

### De la repressió al Cordobazo

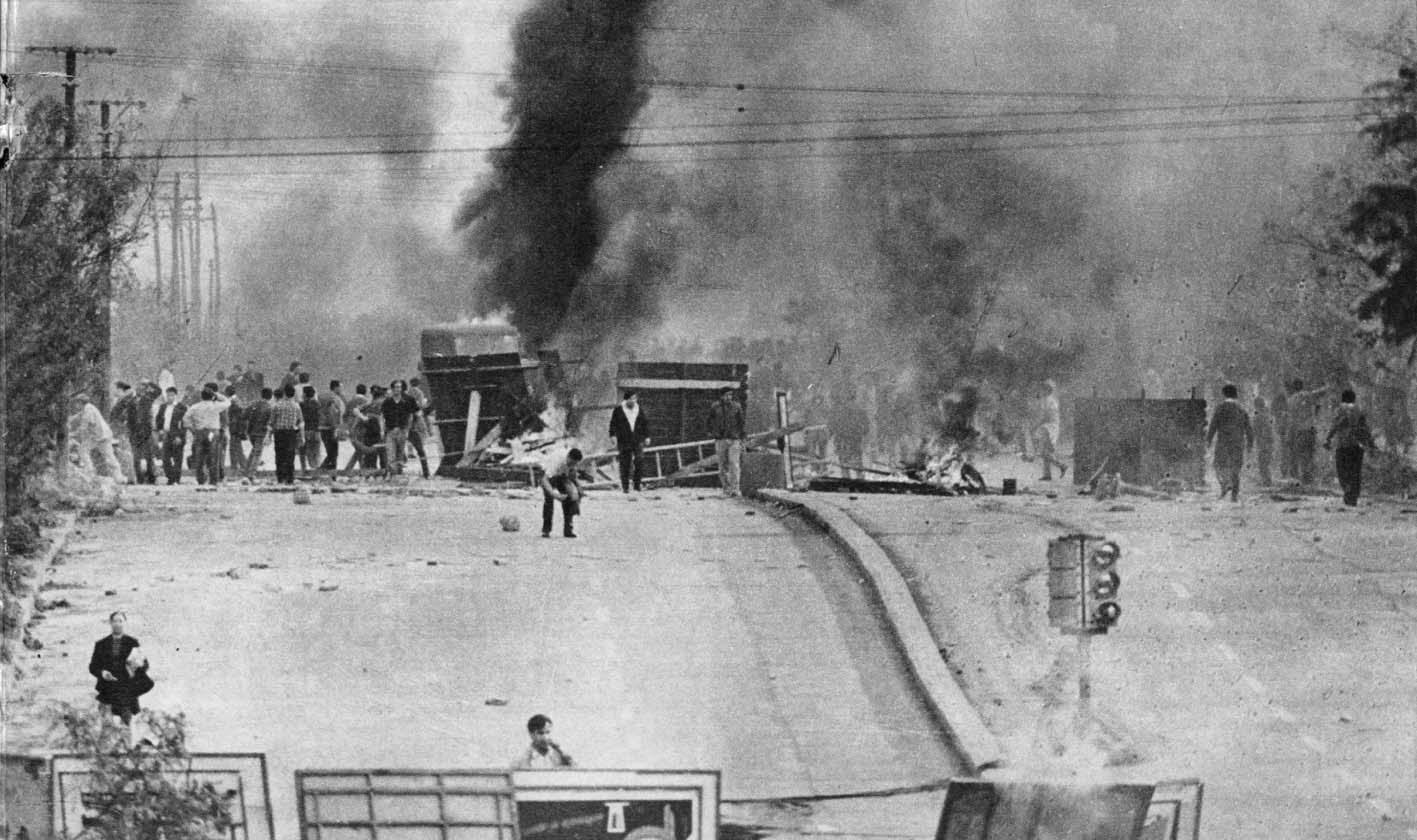
Barricades i incendis durant el Cordobazo

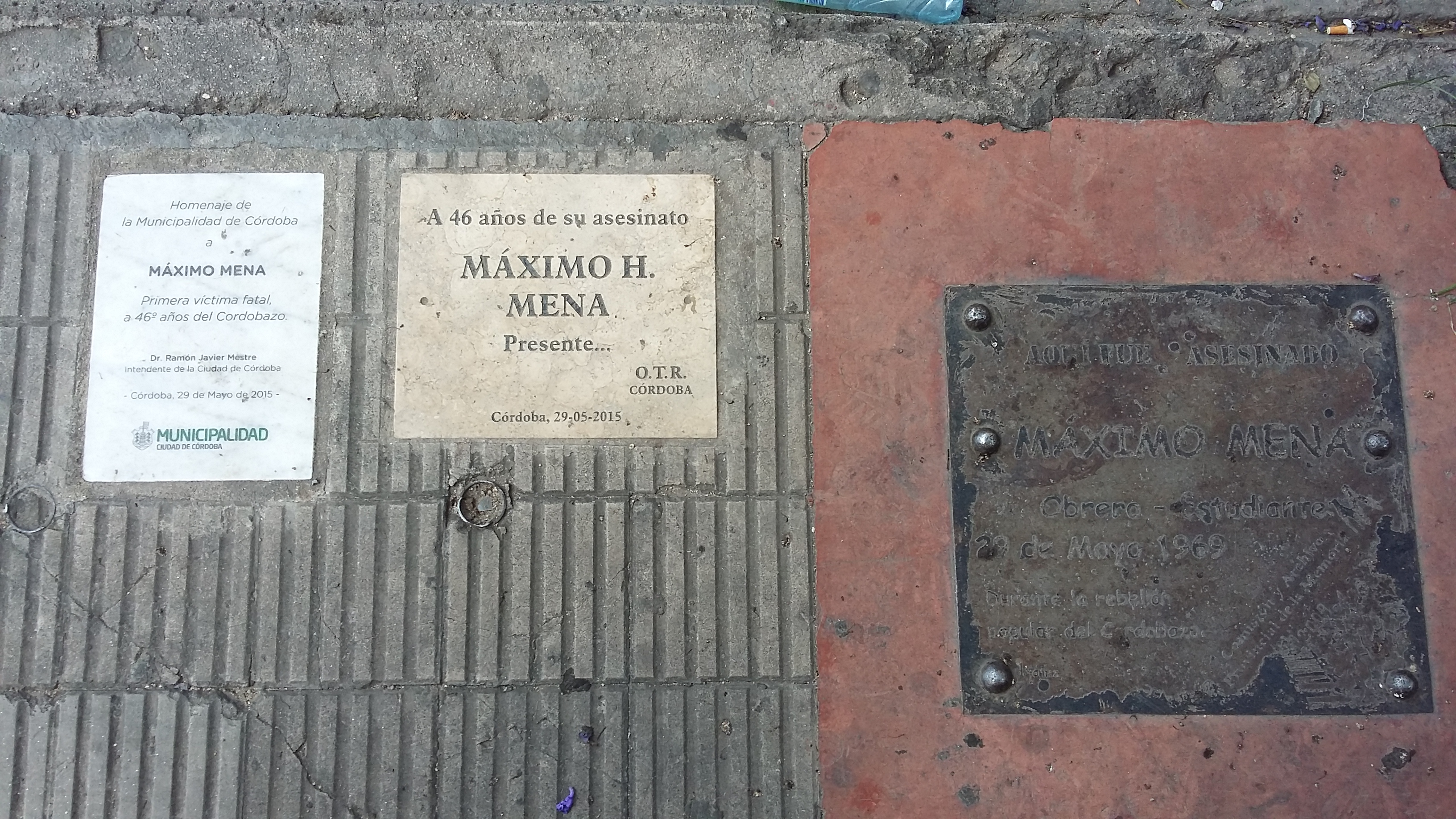
Placa en memòria de l'obrer-estudiant Màximo Mena en el lloc on va ser assassinat el 29 de maig de 1969 durant el Cordobazo, a la cantonada del Bvrd. San Juan i Arturo M. Bas

El model de repressió instaurat per Onganía va ser reeixit en els seus objectius immediats; va desarticular la capacitat de mobilització dels sindicats (es va intervenir la CGT) i gairebé no hi va haver grans vagues, l'activitat política va quedar completament suspesa, i la censura va permetre marginar les discussions polítiques a la premsa. Però l'anul·lació dels canals habituals de discussió política i resolució de conflictes va portar al sorgiment d'altres, molt menys orgànics i, per això mateix, totalment incontrolables. L'aparició de moviments d'esquerra juvenils (la Nova Esquerra, anomenada així per diferenciar-los de vell Partit Socialista i del Partit Comunista) i d'organitzacions guerrilleres disposades a dirimir diferències per mitjà de la violència van ser les més notables.
Onganía havia clausurat tota acció política i, amb ajuda de Vandor, també les accions sindicals. Però no anul·lava el descontentament popular a l'anul·lar la direcció de la CGT, i l'exemple dels successos de maig de 1968 a França va mostrar les vies d'acció directa tant a obrers com a estudiants. Des de començaments de 1969, la població va començar a participar en la disputa política per mitjà de les anomenades «puebladas» (mobilitzacions massives i violentes en llocs puntuals). Entre 1969 i 1972 succeirien almenys dinou grans puebladas insurreccionals.
El 14 de maig de 1969, obrers de les fàbriques d'automotors de la ciutat de Córdoba van protagonitzar una violenta manifestació contra retallades salarials. Sense relació amb aquests fets, l'endemà els estudiants de la Universitat Nacional del Nord-est van organitzar una sorollosa protesta al centre de la ciutat de Corrientes, causada per una qüestió relativament menor, però la mateixa va acabar amb la mort de l'estudiant Juan José Cabral a mans de la policia provincial. En resposta, els estudiants de la Universitat Nacional de Rosario van realitzar una manifestació molt més gran, coneguda com el «Rosariazo», en el transcurs de la qual va ser assassinat Adolfo Ramón Bello, un altre estudiant. Els disturbis a Rosario van continuar diversos dies més, durant els quals la policia va matar un altre estudiant, Luis Norberto Blanco.
Quan els estudiants de la ciutat de Córdoba van decidir mobilitzar-al seu torn per aquests fets, van coincidir amb un notable augment dels xocs entre treballadors del Sindicat de Mecànics i Afins del Transport Automotor (SMATA), que (ignorant les negociacions dels dirigents del sindicat amb el govern i les empreses) van protagonitzar vagues parcials i xocs violents amb la policia. La mort de l'estudiant Máximo Mena al migdia del 29 de maig va generar la confluència de tots dos moviments, els participants es van solidaritzar. Durant els fets, coneguts com el «Cordobazo», els manifestants van rebre la protecció i ajuda dels veïns. Els manifestants van ocupar la totalitat del centre de la ciutat i la zona de la Cañada de Córdoba, armant barricades i incendiant automòbils i oficines. L'endemà, l'Exèrcit va ocupar sagnantment centre de la ciutat, deixant un tendal de ferits, entre catorze i trenta morts, i centenars de presos, entre ells Agustín Tosco (del SMATA Córdoba) i Raimundo Ongaro, líders de la revolta, condemnats a diversos anys de presó.
La dictadura va llançar llavors una violenta ofensiva contra els sindicats, que van ser intervinguts, i va decretar una baixa generalitzada de sous en la majoria dels empleats públics, entre ells els ferroviaris; la vaga ferroviària de setembre de 1969 i un segon i més violent «Rosariazo», del 16 de setembre, van afeblir simultàniament als sindicats organitzats i al govern d'Onganía, que ja no aconseguia contenir l'agitació social. Aquest va donar la culpa dels desbordaments a les baixes de salaris ordenades per Krieger Vasena i al ministre de l'Interior, Guillermo Borda, als qui va separar dels seus càrrecs al mes de juny, anunciant l'inici del «temps social». La major part del gabinet i gran part dels governadors van ser reemplaçats i va anunciar una pujada general de salaris del 20%. Els empresaris i sindicalistes van deixar de donar suport a Onganía, i els treballadors van continuar amb les seves accions de protesta.

### Alliberament nacional i organitzacions armades
Tres corrents van confluir en el fenomen que alguns acadèmics denominen com el sorgiment d'una nova esquerra a Argentina, lligada a la noció d' «alliberament nacional»: 
- un sector provinent del catolicisme que, influenciat pels canvis introduïts pel Concili Vaticà II, va adoptar com principi teològic i pastoral central l'«opció pels pobres», donant origen a expressions com la Teologia del poble (variant argentina de la Teologia de l'alliberament), el Moviment de Sacerdots per al Tercer Món i el moviment de cures villeros, la revista Cristianismo y Revolución i la Federació Llatinoamericana de Sacerdots Casats (FLSC) fundada per l'exbisbe argentí Jerónimo Podestá i la seva dona Clelia Luro;[132]
- un altre sector, provinent de l'esquerra tradicional (el Partit Socialista Argentí i el Partit Comunista), que va iniciar una intensa revisió i rediscussió dels seus conceptes i pràctiques polítiques, sobretot a la llum de la Revolució cubana i les idees del Che Guevara;[40][133]
- un sector integrat per grups que actuaven a la Resistència peronista que van desenvolupar una visió combativa i revolucionària del peronisme, lligant als moviments d'alliberament nacional que en aquells dies actuaven al Tercer Món.[123]

En termes generals, aquests grups mostraven una oberta simpatia pel peronisme (que es reforçava pels discursos de to fortament combatius del propi Perón) i no pocs van formar part de la Joventut Peronista, fundada oficialment el 1957, però que va experimentar un explosiu creixement a partir de 1972. Fins a la seva mort el 1968, el seu inspirador va ser John William Cooke, exdiputat peronista i representant personal de Perón, que havia completat el seu «gir a l'esquerra» després de la seva visita a la Cuba de Fidel Castro el 1960.
En sentit estricte, les organitzacions armades havien iniciat les accions guerrilleres a finals de 1959, durant el govern de Frondizi, quan el grup peronista Uturuncos va prendre la Prefectura de Policia a la ciutat de Frías, Santiago del Estero. A poc d'iniciada la dictadura d'Onganía, un grup d'estudiants van llançar l'Operatiu Cóndor, pel qual van obligar a un avió a desviar el seu recorregut i aterrar sense autorització britànica a les illes Malvines.
Però és a partir de 1968, durant la dictadura d'Onganía que havia abolit els partits polítics, quan apareixen les organitzacions armades que van a actuar en el futur. Aquest mateix any apareixen la Forces Armades Peronistes (FAP), liderades per Envar El Kadri, establint un campament guerriller rural a les rodalies de Taco Ralo, província de Tucumán, que va ser desbaratat per la Gendarmeria. A l'any següent moriria el primer guerriller, l'exsacerdot i sindicalista Gerardo Ferrari, membre de les FAP, al resistir-se a trets un arrest i ser mort per la policia.
El 1969 van aparèixer el FAL i les FAR. El 5 d'abril va realitzar la seva primera acció el Front Argentí d'Alliberament (FAL), encara que ja existien des de 1963, prenent el Regiment 1 de Campo de Mayo per robar armes. El 26 de juny les Forces Armades Revolucionàries (FAR) van incendiar tretze supermercats Minimax a Buenos Aires, en repudi a la visita de Nelson Rockefeller. El 30 de juny, un grup guerriller independent va assassinar al poderós dirigent sindical metal·lúrgic Augusto Timoteo Vandor, líder del sector que estava en tratatives amb la dictadura per impulsar un «peronisme sense Perón».
El 1970 apareixen Montoneros i l'ERP. Montoneros apareix amb una acció que va commoure el país al segrestar l'exdictador Pedro Eugenio Aramburu (responsable dels afusellaments de juny de 1956 i del segrest del cadàver d'Eva Perón) el 29 de maig de 1970 i anunciar l'endemà passat que havia estat executat. Una setmana després es produïa un cop intern per desplaçar a Onganía i obrir una sortida electoral negociada amb el peronisme. El 30 de juliol de 1970 va ser creat l'Exèrcit Revolucionari del Poble (ERP), per decisió del V Congrés del Partit Revolucionari dels Treballadors (ERP), tot i que Mario Roberto Santucho, el seu comandant, havia dirigit l'any anterior una acció militar amb el finalitat de robar un banc d'Escobar per recaptar fons.

### Levingston

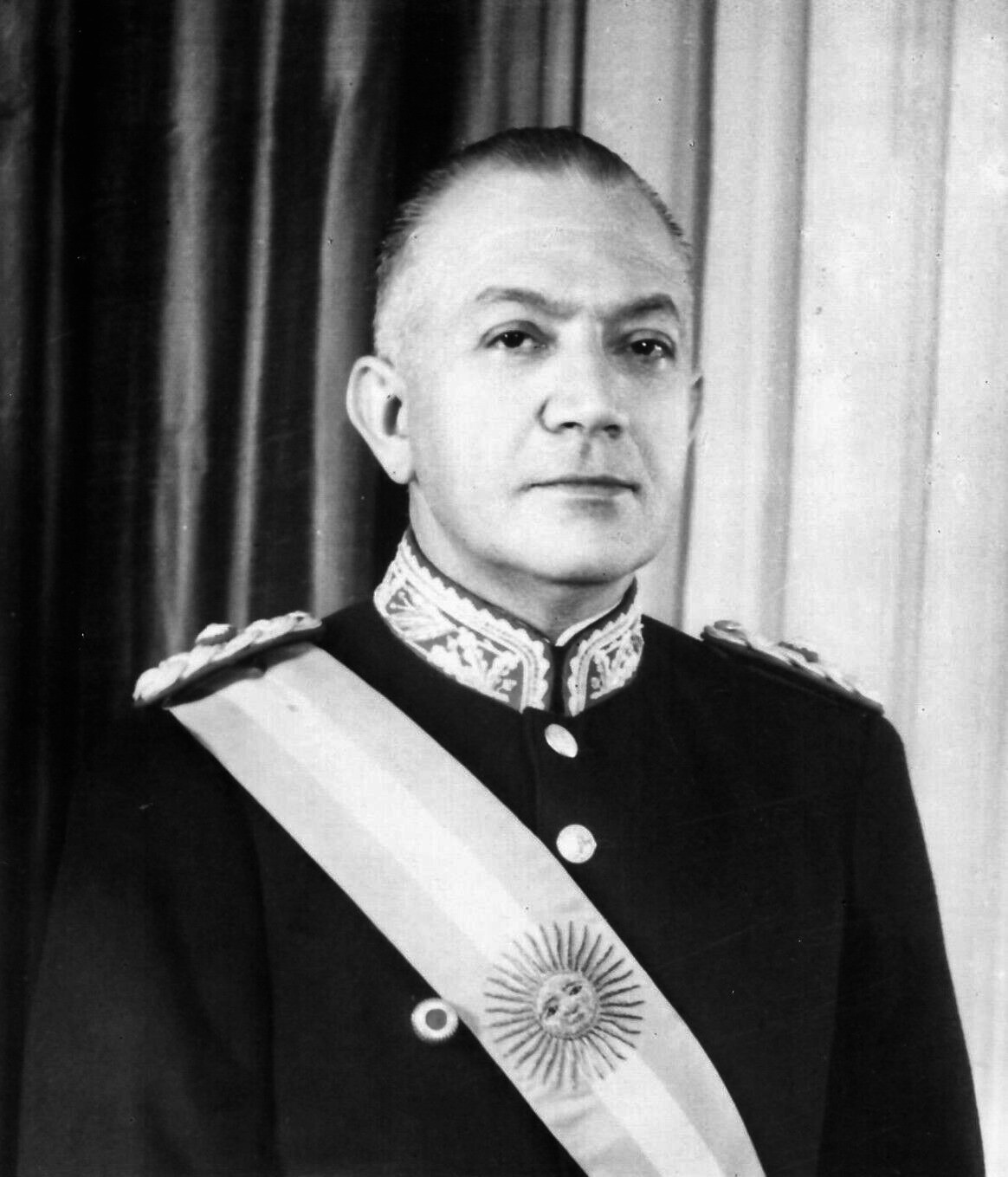
Roberto Marcelo Levingston

Després de deu dies durant els quals la dictadura va recaure en una Junta Militar, el 18 de juny va assumir com a president de facto el general de brigada Roberto Marcelo Levingston, un oficial de gairebé desconegut que fins llavors havia estat agregat militar a l'ambaixada argentina als Estats Units. Levingston va prometre consultar les seves mesures importants amb els comandants de les tres armes, però només ho va fer per nomenar al seu primer gabinet de ministres.
Com una mostra que no compartia la visió conservadora de la societat del seu antecessor, Levingston va nomenar membre de la Cort Suprema de Justícia a Margarita Argúas, primera dona en ocupar semblant responsabilitat en tota Amèrica.
Amb l'objectiu d' «aprofundir la Revolució Argentina», es va recolzar en tècnics desenvolupistes (com ara Aldo Ferrer i José Rafael Càceres Monié) i nacionalistes com ara Luis María de Pablo Pardo i Amadeo Frúgoli. Va desenvolupar la política del «compri nacional», per la qual les empreses estatals estaven obligades a comprar productes nacionals; també va atorgar successius augments salarials, amb la idea de calmar l'agitació social.
El resultat va ser un notori augment de la inflació (que va arribar al 35% el 1971) i la fugida d'inversions estrangeres, amb la qual cosa es va guanyar l'enemistat de patrons, consumidors i obrers. L'agitació social va augmentar.
També va augmentar l'agitació política, incloent accions de violència; al juliol de 1970, Montoneros van ocupar la localitat cordobesa de La Calera, ocasió en què van ser detinguts pràcticament tots els participants del fet. A l'agost, el sindicalista José Alonso va ser assassinat per un grup de guerrillers, aparentment el mateix que havia assassinat a Vandor, i que posteriorment s'integraria a Montoneros.
El novembre de 1970 es va iniciar el moviment de les Lligues Agràries, que organitzaria en els anys següents les lluites rurals a la regió nord-est contra els latifundis i monopolis en la producció de cotó, herba mate, tabac i te. Aquest mateix mes es produeixen altres dues «puebladas» insurreccionals a Tucumán (Segon Tucumanazo) i Catamarca (Catamarqueñazo).
Levingston va tractar de comprometre els dirigents polítics en la continuïtat de la dictadura, i per això va voler reorganitzar els partits deixant fora als seus líders, a Perón i al radical Ricardo Balbín. En resposta, el radicalisme, el peronisme, el Partit Socialista Argentí, el Partit Conservador Popular i el Bloquista van signar un document titulat L'Hora del Poble, que va iniciar una ronda de negociacions entre aquests partits per exigir una sortida electoral.
Després de la mort d'Alonso, la secretaria general de la CGT va recaure en José Ignacio Rucci, que va iniciar una sèrie d'aturades generals que van afectar la indústria, el transport i els serveis. Al març de 1971 va esclatar una nova pueblada a Córdoba, coneguda com el «Viborazo», que novament va sacsejar al país, amb dos morts i tres-cents detinguts.
Quan el comandant de l'Exèrcit, tinent general Alejandro Agustín Lanusse (que havia nomenat president a Levingston) va anunciar que el mandat d'aquest era temporani, Levingston va decretar el seu pas a retir; Lanusse va rebutjar la seva jubilació, va reunir els caps de l'Armada i la Força Aèria i els va imposar el desplaçament del president, que va ser obligat a renunciar el 23 de març.

### Lanusse: del Gran Acord Nacional al triomf peronista

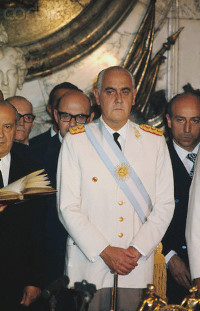
Alejandro Agustín Lanusse

Lanusse va confirmar en el càrrec de ministre d'Economia a Ferrer i va nomenar ministre de l'Interior al radical Arturo Mor Roig. L'objectiu del seu govern era accelerar la sortida electoral, controlant en alguna mesura l'economia i la violència política, i evitant a tot preu el retorn del peronisme al poder. Per a això va intentar crear un sistema de partits ideològicament identificables (un partit de dreta vinculat al govern, un d'esquerra i un de centre, que havia de ser el radicalisme); per això va pretendre (un cop més) un peronisme sense Perón, que ocuparia el lloc del partit d'esquerra, i deixar una única UCR (la UCRP passaria a ser l'únic partit anomenat «radical», mentre la UCRI d'Oscar Alende es refundava com Partit Intransigent, i el de Frondizi com a Moviment d'Integració i Desenvolupament (MID)). Va proposar als partits la formació d'un Gran Acord Nacional (GAN), buscant comprometre a tots els partits en una sortida negociada per la dictadura, eventualment sota la presidència del propi Lanusse.
L'obertura política i la incertesa sobre el paper que Perón podria jugar a la mateixa, va posar en un dilema als neoperonistes (amb excepció del Movimiento Popular Neuquino que havia estat mantingut per la dictadura al govern) sobre la major o menor proximitat que havien d'establir amb Perón.
Perón inicialment va nomenar a Jorge Daniel Paladino com el seu delegat personal, qui va emprendre un procés de negociació amb Lanusse, dins de les expectatives d'aquest. Però al setembre de 1971, Perón desplaça a Paladino, i designa a Hèctor J. Cámpora com el seu nou delegat personal i Rodolfo Galimberti, proper a Montoneros, com a representant de la Joventut Peronista en el Comando Superior Peronista. Simultàniament Perón va completar el triangle en què es recolzaria en endavant, donant-li tot el seu suport a José Ignacio Rucci, secretari general de la CGT, enfrontat amb la majoria del sindicalisme peronista, mes procliu a negociar amb Lanusse. El seu objectiu era desbaratar el pla de Lanusse, mitjançant un ampli acord civil amb els partits polítics, la CGT i els empresaris nacionals, per a celebrar eleccions sense condicionaments militars.
Perón va buscar obertament el suport de les agrupacions juvenils, amb un discurs polític esquerrà i nacionalista, i donant suport al recurs a la violència contra la dictadura; les organitzacions armades, amb l'única excepció de l'ERP, es van declarar obertament peronistes. I el peronisme en massa (sindicats inclosos) va començar a anunciar el retorn de Perón al país.
En aquestes condicions, el GAN era inacceptable per al peronisme, que el va rebutjar de ple, cosa que també van fer diversos altres partits; quan va quedar clar que l'aspiració de Lanusse era ser candidat presidencial, també va ser rebutjat pel radicalisme.
El dictador va tornar a Perón el seu rang de general i els sous deguts, va tancar les causes judicials en contra seva i li va lliurar el cadàver d'Evita, amagat a Itàlia des de 1956. A canvi esperava que Perón es autoproscribís a les pròximes eleccions, cosa que aquest es va negar a fer. De manera que Lanusse va prohibir participar de les eleccions a qui no estigués al país a l'agost de 1972, amb la qual cosa obligava a Perón a tornar immediatament; fins i tot va acusar aquest de no tornar «perquè no li dona el cuir». Simultàniament la Marina va produir la Massacre de Trelew, buscant boicotejar la sortida electoral que estava portant endavant Lanusse. L'endemà passat, la dictadura va reformar la Constitució, establint entre altres coses un sistema electoral de doble volta, amb la finalitat de limitar les possibilitats de triomf del peronisme, potenciant un eventual vot antiperonista. Perón va deixar passar l'ultimàtum i les restriccions, i va nomenar a Juan Manuel Abal Medina com a secretari general del Moviment Peronista amb la tasca d'organitzar el seu retorn al país el 17 de novembre de 1972. La Joventut Peronista llançar llavors la consigna «Lluiti i torni» que li va permetre aconseguir una gran popularitat i enfortir la seva posició al peronisme.

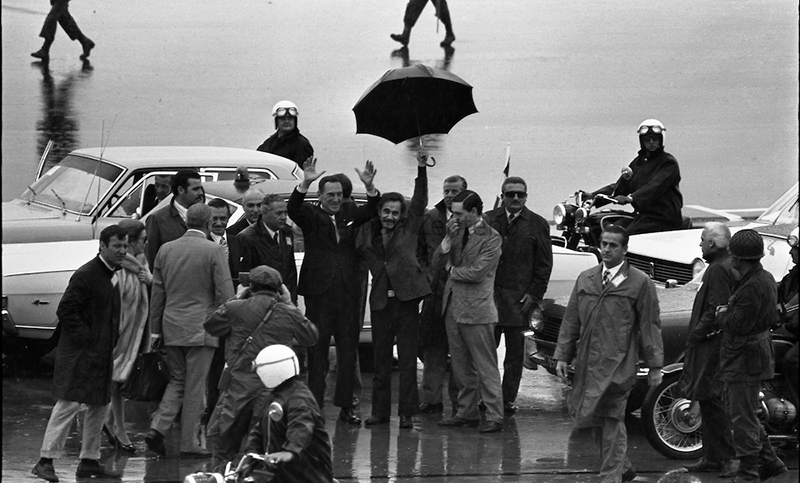
El 17 novembre 1972 Perón torna de l'exili. José Ignacio Rucci el protegeix amb el seu paraigua

Perón va estar menys d'un mes a l'Argentina, però en el seu retorn va buscar tancar un ampli acord civil, amb tots els partits polítics, però especialment amb la UCR; l'abraçada amb Ricardo Balbín, després de dècades d'enfrontaments, ha quedat en la història argentina com a símbol de tolerància democràtica. L'acord polític va ser complementat amb un acord social, amb els empresaris nacionals congregats a la CGE i els sindicats federats a la CGT. El GAN havia estat derrotat.
El Partit Justicialista va formar el Front Justicialista d'Alliberament (FREJULI) amb forces que anteriorment havien estat opositores al peronisme, com el frondizisme, el Partit Conservador Popular, i el Partit Popular Cristià, després del Partit Demòcrata Cristià. Perón va imposar una fórmula presidencial conformada per Héctor Cámpora i Vicente Solano Lima, i va tornar a Espanya, on havia viscut dotze anys. La fórmula va ser rebutjada inicialment per la majoria del sindicalisme peronista i acceptada després a contracor, abstenint-se de participar activament en la campanya electoral. La campanya es va fer amb l'eslògan «Cámpora al govern, Perón al poder».
El peronisme en aquest moment estava conduït per quatre branques (política, sindical, femenina i juvenil) i la regla indicativa era que els càrrecs havien de repartir-se igualitàriament entre els quatre sectors. El paper jugat per les organitzacions armades i els sectors juvenils de la Tendència Revolucionària, els va permetre aconseguir que una considerable quantitat de membres de la Joventut Peronista fossin com a candidats a legisladors nacionals i provincials. A més de Cámpora, lligat a la Tendència, diversos dels candidats a governador o sotsgovernador també estaven lligats a la joventut o l'esquerra peronista. La branca sindical es va sentir relegada en l'elaboració de les llistes, encara que la majoria dels vicegovernadors van ser sindicalistes.
Els altres partits no van aconseguir articular un discurs coherent enfront de la candidatura de Perón, que semblava l'únic que podia garantir l'estabilitat i el control de les organitzacions armades i els sindicats. El radicalisme va portar una vegada més a Balbín com a candidat; una coalició de centredreta va dur a Francisco Manrique, Alende va rebre el suport del Partit Comunista, UDELPA que havia estat fundada per Aramburu i d'un sector de la democràcia cristiana, i van participar també altres dues llistes de dreta i el Partit Socialista Democràtic, essencialment antiperonista.
L'11 de març de 1973, el candidat del FREJULI va obtenir el 49,56% dels vots vàlids, i Balbín (que va obtenir poc més del 21%) es va afanyar a renunciar a la segona volta. Els candidats del FREJULI també van obtenir vint de les vint-i-dues governacions en primera o segona volta, el 63% dels senadors i el 59% dels diputats. Cámpora va ser proclamat president.

### Creixement de la militància
Les organitzacions armades van tenir un explosiu augment de la simpatia popular, incorporant ja en democràcia el 1973 i 1974, a milers de joves a les organitzacions estudiantils, de barri i sindicals del peronisme revolucionari i en menor mesura al Partit Revolucionari dels Treballadors i la Joventut Guevarista. També van créixer exponencialment les organitzacions juvenils de l'esquerra de la Unió Cívica Radical, enquadrades en el Moviment de Renovació i Canvi, així com la Federació Juvenil Comunista i el Moviment d'Orientació Reformista (MOR) (el seu braç universitari), el moviment estudiantil socialista popular organitzat en el Moviment Nacional Reformista, el FAUDI del Partit Comunista Revolucionari, el Front d'Esquerra Popular i el Partit Socialista dels Treballadors. Les FAP es van integrar gairebé completament a Montoneros, cosa que ja havia passat amb el FAL.
Fins a la data de les eleccions, els «operatius» de Montoneros es van veure parcialment frenats, en part a causa de l'expectativa causada per les imminents eleccions, ja que part de la seva justificació de la violència estava lligada al fet que actuaven contra un govern dictatorial en exercici del dret de resistència a l'opressió, que ara estava proper a acabar. En canvi, l'ERP va realitzar diversos atemptats, com el que va matar el vicealmirall Berisso el 1972 i el robatori a una caserna a Córdoba, d'on es van extreure dues tones d'armament.
Per la seva banda, les forces de repressió, educades en la guerra contrarevolucionària per l'exèrcit estatunidenc a l'Escuela de las Américas (on ensenyava als oficials llatinoamericans a reprimir la guerrilla i el terrorisme) van respondre a l'amenaça «subversiva» amb creixent crueltat, apel·lant repetidament a la tortura i l'execució de presoners, arribant a recórrer al terrorisme d'estat, com en el cas de la massacre de Trelew. La massacre es va produir després que un grup de guerrillers d'ERP, Montoneros i FAR escapessin violentament de la presó de Rawson (assassinant un guardià de la presó), i arribessin a l'aeroport, aconseguint sis d'ells escapar amb avió cap a Xile. Altres dinou van tornar a ser capturats i portats a la Base Aeronaval Almirante Zar, on setze d'ells serien assassinats una setmana més tard.
Un any abans de les eleccions, l'ERP va segrestar a diversos empresaris amb la finalitat de demanar rescats; un d'ells el director de la Fiat a l'Argentina, Oberdan Sallustro, va ser assassinat per un guerriller a l'abril de 1972, quan la policia va descobrir el lloc en què havia estat reclòs. Un anys després, en represàlia per la massacre de Trelew, també van assassinar dos alts oficials de l'Armada i un coronel d'Exèrcit. Després de les eleccions i abans de l'assumpció del govern democràtic, en la seva última actuació pública, les FAP van assassinar el sindicalista Dirck Kloosterman, de SMATA, a qui acusaven de col·laborar amb la CIA.

## Cámpora, Perón, Isabel
El peronisme tornava al govern en la forma d'una aliança entre sectors de gairebé tot l'espectre polític, des de grups conservadors que el consideraven l'únic capaç de garantir la pau social, fins a l'esquerra que plantejava arribar al socialisme mitjançant el peronisme per mitjà de l'acció revolucionària, passant per la seva base electoral més important, els treballadors manuals i industrials, que esperaven recuperar a través d'ell el protagonisme polític i augmentar la seva participació en la distribució de la renda nacional. Els dirigents sindicals esperaven veure confirmada la seva autoritat interna, els dirigents polítics buscaven arribar al govern nacional, provincial o local. També eren nombrosos els arribistes, que esperaven obtenir poder polític i avantatges econòmics de la proximitat amb Perón. Durant el seu llarg exili, Perón havia sostingut simultàniament a tots aquests grups, que s'unificaven només entorn d'ell, i que no xocaven entre si perquè havien d'enfrontar a un enemic comú, en forma de l'oficialisme. Arribat el peronisme al poder, el xoc d'interessos era inevitable.

### Presidència i renúncia de Cámpora

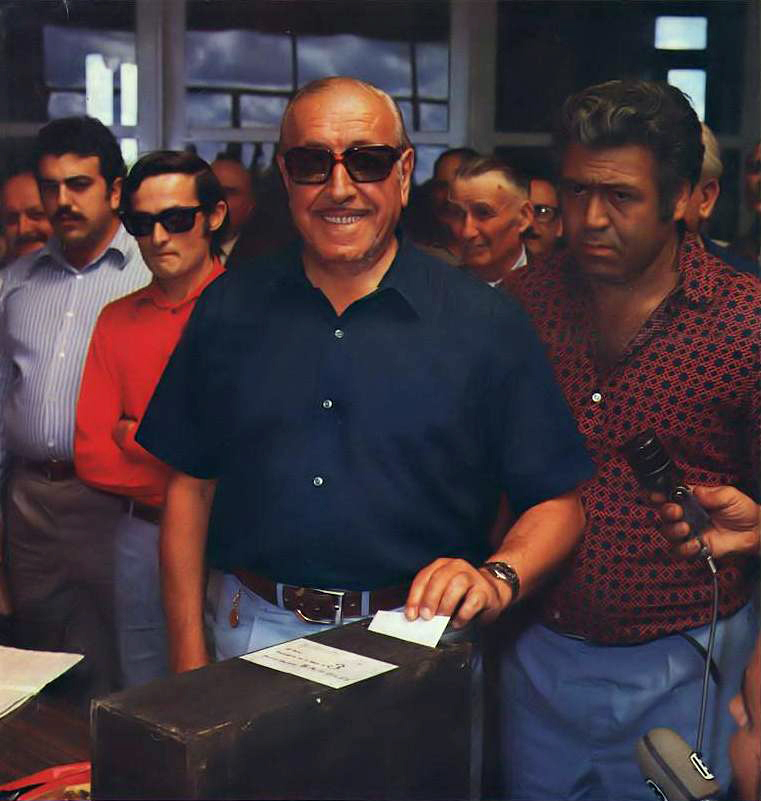
Héctor José Cámpora

Tot just assumit el nou president, el Congrés va sancionar una llei d'amnistia per a tots els presos polítics, inclosos els guerrillers. Encara abans que fos sancionada, centenars de guerrillers van ser alliberats per ordre del ministre de l'Interior.
Cámpora va fer tot el possible per mantenir l'equilibri entre els sectors polítics de dreta i moderats per una banda, i els que s'identificaven preferentment amb l'esquerra revolucionària per l'altre. Així, diversos governadors i almenys tres ministres eren de «la tendència», com s'identificava en aquesta època a l'esquerra; el cas més extrem va ser el de Rodolfo Puiggrós, interventor de la Universitat de Buenos Aires, membre actiu de Montoneros. Això no obstant, els dos extrems van xocar freqüentment; grups d'esquerrans van copar reiteradament els ministeris i reparticions públiques tractant d'imposar funcionaris de «la tendència», mentre que diversos dirigents dretans van armar ràpidament una sèrie de bandes parapolicials. La més destacada va ser el grup parapolicial armat per Jorge Osinde a comanda del ministre de Benestar Social José López Rega, un personatge que tenia una enorme influència sobre Perón i la seva esposa; els fons per a les armes (majoritàriament importades des de Gran Bretanya) van ser aportats pel ministeri. Paral·lelament es van formar diversos grups armats, en particular els organitzats per alguns sindicats per a la seva pròpia protecció; aquests grups actuaven en forma independent, i ràpidament van passar també a l'ofensiva armada.
Cámpora va reprendre les relacions diplomàtiques amb Cuba, interrompudes pel govern militar, i va començar a proveir a aquest país de productes alimentaris i industrials per trencar el bloqueig estatunidenc.
El 16 de juny, Cámpora va viatjar a Madrid per acompanyar Perón de retorn; el general es va mostrar molt molest amb els avenços de l'esquerra en el seu govern. Cinc dies més tard, Perón arribava definitivament a l'Argentina. Els Montoneros i altres sectors de «la tendència» van mostrar una gran capacitat de mobilització, desplaçant a un segon lloc als sindicats. Però la festa es va transformar en la «massacre d'Ezeiza» quan, en arribar els joves al lloc on s'esperava que parlés Perón, van ser atacats a trets per la banda d'Osinde i es van desbandar, deixant nombrosos morts. Els pocs montoneros que van intentar fer front a la matança indiscriminada van ser capturats, i diversos d'ells executats. Perón ni tan sols va passar pel lloc. Es va instal·lar a la Quinta de Olivos, on va retreure a Cámpora i al ministre de l'interior Esteban Righi per la manca de seguretat. El president va oferir la seva renúncia, que va ser presentada juntament amb la de Solano Lima al Congrés el 13 de juliol, i immediatament aprovada.
En el seu lloc va assumir Raúl Lastiri, president de la Cambra de Diputats i gendre de López Rega, que immediatament va convocar eleccions per a president i vicepresident. Perón es va presentar com a candidat, acompanyat com a companya de fórmula per la seva dona, María Estela Martínez, una dona sense experiència política ni preparació professional que Perón havia conegut a Panamà sota el pseudònim artístic d' «Isabel».
En les eleccions del 23 de setembre, Perón va triomfar amb més del 60% dels vots.
El 6 de setembre, l'ERP va intentar la seva operació més ambiciosa, ocupant el Comando de Sanitat a la Capital i causant la mort d'un oficial superior de l'Exèrcit; va ser derrotat, i tots els combatents van ser arrestats, inclosos quatre indultats del 25 de maig. Dos dies després de les eleccions, va ser assassinat per un comando el secretari general de la CGT José Ignacio Rucci, en un fet confús, que cap organització es va atribuir, que no va ser judicialment investigat i que ha estat informalment atribuït tant a les FAR com a la Triple A. Les anàlisis d'aquest crim estan d'acord que es va tractar d'un fet decisiu, que va perjudicar tant a Perón (que va perdre al seu home de confiança en el moviment sindical, amb el qual no tenia una bona relació), com a «la tendència» enfrontant-la definitivament amb Perón i aïllant-la de la resta del peronisme. El 1r d'octubre, el Consell Superior Peronista presidit per Perón, va aprovar per unanimitat una ordre reservada, en la qual considerava que l'assassinat de Rucci era part d'una «guerra» desencadenada «pels grups marxistes terroristes i subversius», que havia de ser enfrontada atacant «l'enemic en tots els fronts i amb la major decisió», utilitzant per a això «tots (els mitjans) que es consideren eficients».

### La «Primavera» econòmica

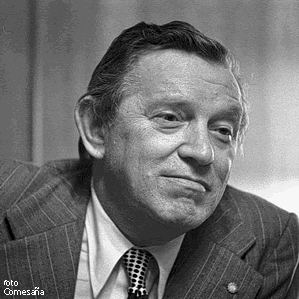
José Ber Gelbard,titular d'Economia entre maig de 1973 i octubre de 1974

El ministre d'Economia de Cámpora va ser José Ber Gelbard, fundador de la Confederació General Econòmica (CGE). Va arribar al govern amb un pla compost de vint projectes de llei, entre les que es repetia una que limitava la participació de les mateixes en àrees considerades clau, com la indústria pesant i l'energia; el comerç de grans i carns centralitzat a l'Estat; una corporació de Empreses Nacionals, que reunia totes les empreses públiques excepte les d'interès militar; la suspensió dels desallotjaments; la repressió penal per les defraudacions fiscals; la Corporació per al Foment de la Petita i Mitjana Empresa; l'impost a la renda potencial de la terra; la creació de l'Institut Nacional de l'Habitatge; i la nacionalització dels dipòsits bancaris, de manera tal que les decisions de crèdit requeien al Banc Central. Algunes d'aquestes iniciatives mai van poder arribar a plasmar-se.
Dues setmanes després d'arribar al càrrec, va signar amb els sindicats i les patronals el Pacte Social pel qual es congelarien els preus i els sous després d'un inicial augment de salaris del 20%, i es suspenien les negociacions col·lectives per dos anys. Molts empresaris havien augmentat els seus preus preventivament davant la imminència de l'arribada del peronisme al govern, pel que van poder absorbir els majors costos salarials.
Els primers mesos d'aplicació del programa de Gelbard van ser molt encoratjadors; el PIB va augmentar significativament juntament amb els salaris reals, es va revertir el dèficit en la balança de pagaments i va disminuir dràsticament la inflació. A més de les bondats intrínseques de l'acord, la conjuntura era especialment favorable, ja que a finals de 1973 es van assolir preus rècord per a les exportacions agropecuàries, combinats amb una molt bona collita. D'altra banda, l'arribada de Perón al govern, conservant en el seu càrrec a Gelbard, va donar una gran confiança a totes les parts en què es obligaria a tots a complir el Pacte.
La producció d'articles de consum va créixer molt més que la d'articles durables i béns de capital. El percentatge de productes manufacturats sobre el total d'exportacions (que va augmentar considerablement) va ser el més alt de la història nacional fins a aquest moment.
No obstant, la «primavera» va durar molt poc; la crisi del petroli esclatada al mes d'agost va encarir enormement el combustible per a ús intern i generació d'energia, i també els costos de les entrades importats i dels costos d'exportar. El pla va començar a mostrar les seves carències a partir de desembre, quan l'augment de costos va obligar a algunes empreses a augmentar els seus preus; per un temps, les que no depenien de combustibles importats van absorbir part de l'augment de costos, però aviat també els va resultar impossible i les violacions al Pacte Social es van multiplicar. Per empitjorar les coses, el Mercat Comú Europeu va prohibir la importació de carns argentines.
Davant la reaparició de la inflació, els sindicats van començar a demanar algun reajustament de salaris, tot i que no van voler enfrontar a Perón, de manera que no hi va haver augments massius. El president va aconseguir la sanció d'una Llei d'Associacions Professionals que va afavorir els sindicats nacionals en detriment de les regionals, que incloïen als sectors més combatius. Al març de 1974, el govern es va veure obligat a negociar novament i reformular el pacte, acceptant alguns augments de preus i salaris, atorgant subsidis a moltes empreses i subsidiant també la compra de divises per a les empreses importadores.

### Tercera presidència de Perón

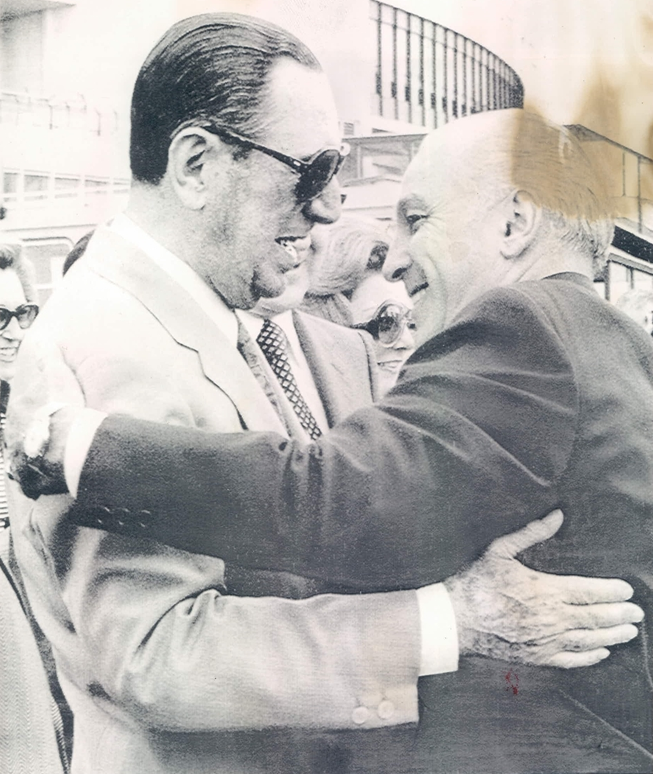
Perón i José López Rega;el ministre de Benestar Social va exercir una enorme influència sobre l'ancià president i la seva esposa

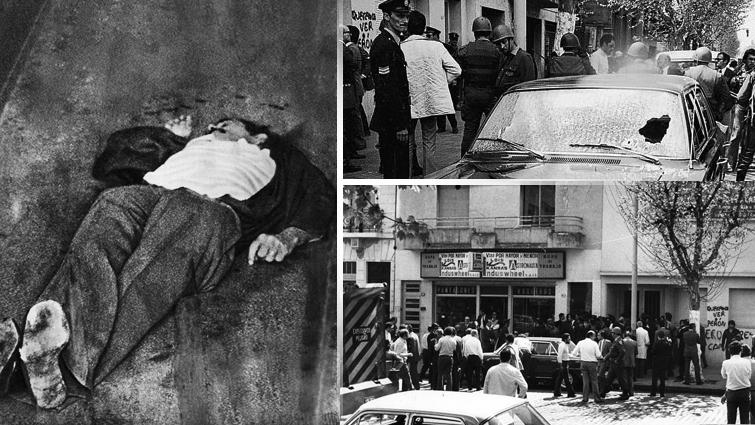
L'assassinat de Rucci 25 de setembre de 1973

Perón arribava al govern amb una imatge de conciliador, pensant que això li permetria arbitrar entre totes les parts en disputa; els gestos d'acostament a la UCR indicaven la voluntat de pacificar també les relacions polítiques. Però l'espectre de suports que tenia el seu govern era massa ampli, i incloïa diversos sectors disposats a recórrer a la violència armada. No disposat a acceptar la desqualificació radical del sindicalisme tradicional dels joves del peronisme revolucionari, i considerant que l'estaven fent servir com a mitjà per arribar a un fi polític en el qual el peronisme seria deixat de costat, Perón va optar per recolzar-se en el pla econòmic de concertació de Gelbard i els sindicats, que quedaven en una posició central entre l'esquerra i la dreta.
Perón va mantenir el gabinet sense canvis (Lastiri havia reemplaçat a dos ministres propers a «La Tendència») i es va recolzar fonamentalment en Gelbard (un empresari que prioritzava les relacions amb el bloc comunista) i López Rega (membre de la lògia anticomunista Propaganda Due) per les seves decisions. Va preservar la política educativa i universitària progressista i l'orientació tercermundista de les relacions internacionals iniciada per Cámpora, signant un històric tractat de límits amb Uruguai. Durant el seu govern la inflació i la desocupació van baixar notablement. Per un temps va conviure amb els governadors amb vincles a l'esquerra, encara que Juan Manuel Irrazábal, de Misiones, va morir en un accident aeri (per alguns sospitós) al novembre de 1973. El 19 de gener següent, l'ERP va intentar copar un regiment en Azul; encara que l'operació va resultar un fracàs; el president va culpar el governador de Buenos Aires Oscar Bidegain de tolerància i convivència amb sectors extremistes en diversos discursos. Davant la pressió de membres del seu propi govern, el governador va optar per renunciar el 24 de gener, sent reemplaçat pel sindicalista Victorio Calabró. També a Córdoba, el governador Ricardo Obregón Cano va ser víctima d'un cop d'estat policial, i al febrer la província va ser intervinguda per llei del Congrés Nacional.
Els grups liderats per López Rega i el comissari Alberto Villar (designat per Perón com a cap de la Policia Federal, organitzats com Aliança Anticomunista Argentina (Triple A) es van llançar a l'acció directa contra aquelles persones que consideraven «comunistes» o «marxistes» ; van incloure atemptats amb bombes o a trets contra diversos dirigents i militants, així com contra les seus de les seves organitzacions. El seu primer atemptat va ser contra el senador radical Hipòlit Solari Yrigoyen. Ja a finals de 1973, s'havia realitzat una llista de possibles víctimes dels comandaments de dreta; en elles figuraven sindicalistes combatius, líders polítics, sacerdots, empresaris, periodistes, artistes i intel·lectuals sospitosos de tenir tendències esquerranes («esquerrans»).
El peronisme revolucionari no va trencar obertament amb Perón, per la qual cosa van culpar al seu «entorn» per una política que no compartien. En l'acte del 1r de maig, Montoneros va ocupar el lloc central en el festeig del 1r de maig, reclamant perquè «està ple de goril·les el govern popular». Perón els va titllar d'«estúpids que criden» i «barbamecs» i va reclamar que es deixés lloc als sindicalistes, que havien lluitat durant els 18 anys de l'exclusió del peronisme; la «La Tendència» va abandonar la Plaça de Mayo.
L'11 de maig, el pare Carlos Mugica, del Moviment de Sacerdots per al Tercer Món, que s'identificava amb el peronisme d'esquerra i portava anys predicant i treballant com a capellà villero, va ser mort a trets a la seva sortida d'una missa.
A principis de juny, Perón va fer un viatge al Paraguai (a retornar els trofeus de la Guerra de la Triple Aliança) del que va tornar amb grip per una cerimònia sota la pluja; el 12 d'aquest mes va fer algunes declaracions en el sentit que podria renunciar. La CGT va mobilitzar immediatament els treballadors en un acte gegantí, mostrant que podia ocupar l'espai que havien deixat els Montoneros; va ser l'últim acte públic al qual va assistir Perón.
La salut de Perón va decaure ràpidament, i va morir el 1r de juliol per una aturada cardíaca; la seva vídua va assumir immediatament la presidència. Durant el seu funeral van desfilar més d'un milió de militants i simpatitzants peronistes; no hi va haver disturbis.

### Isabel Perón
Amb l'arribada de María Estela Martínez de Perón es va completar el gir a la dreta del govern; sotmesa en tot a la influència de López Rega, aquest va portar endavant una política de persecució als seus enemics, tant interns com aliens al peronisme. La província de Mendoza ja havia estat intervinguda, i els altres dos governadors amb vincles amb «La Tendència», Jorge Cepernic de Santa Cruz i Miguel Ragone de Salta van ser també desplaçats per intervencions federals. El ministre d'Educació Jorge Alberto Taiana va ser desplaçat i en el seu lloc va ser nomenat Oscar Ivanissevich, amb la «missió de netejar la universitat de marxistes i comunistes». Funcionaris francament dretans van ser nomenats en càrrecs públics d'importància, i Alberto Ottalagano, de coneguda orientació feixista, va ser nomenat interventor de la Universitat de Buenos Aires, després que una bomba col·locada per la Triple A, destruís la casa de l'anterior rector, Raúl Laguzzi, assassinant al seu fill de pocs mesos. Ottalagano i altres rectors, van recórrer a diverses agrupacions anticomunistes, que col·laboraven amb la Triple A. Durant la seva gestió van ser acomiadats quinze mil docents, acusats de subversió. Molts d'ells van ser contractats per universitats europees, estatunidenques, brasileres i mexicanes.
Com altra cara de les relacions amb Cuba iniciades per Cámpora, López Rega (encara en vida de Perón) va iniciar relacions diplomàtiques i comercials amb Líbia, governada per Moammar al-Gaddafi.
Els grups parapolicials de López Rega i els integrants dels grups terroristes sindicals, policials, militars i nacionalistes, es van unificar definitivament a l'Aliança Anticomunista Argentina (Triple A), que va continuar l'acció terrorista, organitzada i finançada des del Ministeri de Benestar Social, amb un crèdit dels Estats Units per a la lluita contra el narcotràfic. Entre les seves víctimes es troben el diputat Rodolfo Ortega Peña, l'excap de policia Julio Troxler, el politòleg Silvio Frondizi i centenars de persones més (entre 650 i 1500 assassinats). Només l'any 1974, 43 persones van ser detingudes i desaparegudes per la Triple A o per la policia. A l'any següent, aquest nombre es multiplicaria per nou.
El setembre del 1974, el Congrés Nacional va sancionar la Llei de Contracte de Treball, una de les lleis laborals més progressistes de la història argentina, un terç de la qual seria modificada en perjudici dels drets laborals per la dictadura. Raimundo Ongaro va reorganitzar la CGT dels Argentins (creada durant el govern d'Onganía i desactivada durant la presidència de Cámpor), per llançar una sèrie de vagues i ocupacions de fàbriques. La violenta resposta de la Triple A, que va incloure tirotejos i assassinats selectius, va aconsellar als propis treballadors desistir d'aquest tipus de vagues. Altres dirigents, com René Salamanca, van optar per defensar al govern davant els preparatius d'un cop d'estat que semblava imminent, però també prevenint contra l'entorn de la presidenta.
Per la seva banda, al setembre, Montoneros va anunciar el seu pas a la clandestinitat i el retorn a la lluita armada. No obstant això, després del seu apogeu a mitjans de 1973, l'organització havia perdut gran quantitat dels seus seguidors, i la seva expulsió de Plaça de Mayo havia disminuït enormement el suport entre els joves que no estaven disposats a combatre personalment; la clandestinitat va completar el procés, i Montoneros va tornar a ser només una banda armada. El seu cop més reeixit va ser el segrest dels germans Born, pel qual van cobrar seixanta milions de dòlars. A la primera meitat de 1975 van llançar centenars d'operatius, des d'accions de propaganda fins assassinats.
L'ERP havia incrementat les seves operacions en vida de Perón, aconseguint instal·lar un escamot rural a Tucumán, on havien aconseguit ocupar la localitat de Acheral. A l'agost va robar gran quantitat d'armament de la Fàbrica Militar de Río Tercero, i va fracassar en ocupar la província de Catamarca, fet que va acabar amb la massacre de Capilla del Rosario. Diversos oficials van ser assassinats en represàlia en nombrosos atemptats, però l'assassinat del capità Humberto Viola va generar un enorme descrèdit entre els seus propis aliats, ja que també va costar la vida de la seva filla petita.
No obstant això, l'ERP es concentrava en les selves tucumanas, el que va portar al febrer de 1975 a l'inici de l'Operatiu Independència per part de l'Exèrcit Argentí. Durant un temps, López Rega havia convençut a les Forces Armades de mantenir-se al marge de la «lluita contra la subversió», però els atacs a instal·lacions militars i l'establiment de la guerrilla rural van fer aquesta política inviable. El 5 de febrer, la presidenta va signar un decret ordenant a l'Exèrcit «neutralitzar i / o anihilar» les accions d'elements subversius que actuin a la província de Tucumán».
Després d'una primera etapa en què l'Exèrcit va prendre la iniciativa i va ser repetidament derrotat per mitjà d'emboscades, l'escamot va passar a l'ofensiva; el resultat va ser un gran nombre de combats a camp obert o en ciutats i pobles, en què l'Exèrcit va aconseguir derrotar repetidament als guerrillers, causant-los centenars de baixes. Montoneros va enviar en ajuda de l'ERP una petita quantitat de combatents, la major part dels quals van ser morts en combat. Simultàniament, l'Exèrcit va iniciar una persecució generalitzada a sindicalistes i polítics locals, perseguint, segrestant, assassinant i fent desaparèixer a qualsevol persona que pogués identificar com a partidari de postures esquerranes o populistes; el 75% dels desapareguts a Tucumán no eren guerrillers, sinó treballadors de la canya, la indústria sucrera i la construcció.

### El «Rodrigazo» i la caiguda de López Rega

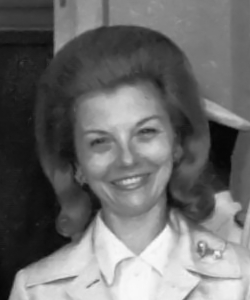
María Estela Martínez de Perón, coneguda com a «Isabelita» o «Isabel Perón»

Després de la mort de Perón, el pacte social es va ensorrar ràpidament. Va començar l'existència d'un mercat negre i el desproveïment de productes essencials. Van desaparèixer dels prestatges de magatzems i góndoles de magatzems i supermercats productes bàsics com l'oli i el sucre.
Al setembre, després de l'evidència del fracàs del projecte de Gelbard, la presidenta el va desplaçar i va cridar per reemplaçar-lo a Alfredo Gómez Morales, que va portar endavant una política ortodoxa; principalment devaluar la moneda nacional, portant el dòlar de $ 10 a $ 15 per unitat, la qual que va portar a un ràpid augment de la inflació. Però, emparant-se en el ja abandonat Pacte Social, va rebutjar tot augment de salaris. Això va causar una pèrdua del poder adquisitiu dels salaris, i la baixa de la participació dels mateixos en el total del producte interior brut. També va ampliar la «bretxa canviària», és a dir, la diferència entre el valor nominal de les monedes estrangeres per a les operacions que es feien amb l'Estat i el valor real de les mateixes en el mercat de divises.
Mentre els guanys de les empreses es recuperaven, el conjunt de l'economia nacional va continuar estancant, mentre la pressió de la CGT per obtenir augments de sous es feia cada vegada més evident. Per la seva banda, la política de Gómez Morales no semblava prou regressiva per al totpoderós ministre López Rega, que va acabar per exigir-li la renúncia, que Gómez Morales va presentar el 2 de juny.
En el seu lloc va ser nomenat Celestino Rodrigo, que va aplicar immediatament una teràpia de xoc, que la població va anomenar el «Rodrigazo»; devaluar el peso en més d'un 150% en relació al dòlar; augmentar les tarifes de tots els serveis públics i transport en una mitjana del 100%; va augmentar el preu dels combustibles fins a en un 180%; i va anunciar el futur augment dels salaris en dos passos, un del 38% i un altre del 40%. El resultat en l'economia va ser immediat; la inflació es va descontrolar, aconseguint al 21% només en el mes de juny; en els dos mesos següents, aconseguiria el 35% i el 24% mensuals.
La CGT va intentar negociar amb el ministre, demanant-li un augment general de sous del 70%, però va ser desbordada pels treballadors, que es van llançar a una sèrie de vagues generals i van ocupar el centre de Buenos Aires, corejant consignes contra la presidenta a la Plaça de Mayo. Els líders de la CGT, Casildo Herrera, i de les 62 Organitzacions, Lorenzo Miguel, es van veure obligats a posar-se al capdavant dels reclams.
Les manifestacions van afectar tant a Rodrigo com al seu mentor, López Rega, que va renunciar al ministeri l'11 de juliol; la presidenta el va nomenar ministre plenipotenciari a Espanya. Sis dies més tard també va presentar la renúncia el ministre Rodrigo.
El 19 de juliol, un oficial del Regiment de Granaders a cavall va descobrir un enorme arsenal en els soterranis del Ministeri de Benestar Social, i de seguida el Regiment va reforçar les custòdies de laCasa Rosada i la Quinta presidencial d'Olivos. Quan un grup de la Triple A va intentar ingressar a la residència presidencial, va ser envoltat i desarmat pels granaders. Aquest mateix dia López Rega va volar a Espanya. Però la Triple A va seguir operant, arribant a les xifres d'assassinats mensuals més altes, i les seves operacions es van anar progressivament integrant als grups de tasques sota dependència directa de les Forces Armades, que tindrien un destacat paper en els crims de la dictadura.

### Els dies previs al cop
Després de la caiguda de López Rega, el poder polític va quedar en mans de la CGT, els parlamentaris justicialistes i els governadors, limitats cada vegada més per les facultats repressives assignades a les Forces Armades, controlades cada vegada més pel duo Videla-Viola. Un cop d'estat realitzat el 26 d'agost de 1975, va col·locar com a comandant en Cap de l'Exèrcit, a Jorge Rafael Videla, un militar colorado (antiperonista) i «prescindent», que liderava el grup colpista amb el vistiplau de l'ambaixada dels Estats Units. Hi va haver un recanvi massiu de ministres i Antonio Cafiero va assumir en Economia. La seva política econòmica va tenir efectes positius, almenys en comparació amb la dels seus antecessors; la inflació va baixar al 8% mensual al novembre i el PBI almenys va detenir la seva caiguda, però al preu d'augmentar el deute extern, que va passar d'una mica menys de 8000 milions a finals de 1975 a 9149 a desembre de 1975.
Al setembre, la presidenta va demanar llicència per raons de salut i el senador Ítalo Luder va assumir la presidència provisional. Luder va reforçar el poder dels militars i va sancionar a la seva comanda, els tres decrets que estenien a tot el país l'ordre de «aniquilar» l'accionar guerriller; creava un Consell Nacional de Defensa controlat per les Forces Armades, i posava a les policies nacionals i provincials a ordres d'aquelles. Una de les primeres decisions de l'Exèrcit va ser militaritzar el país en cinc zones, dins de les quals cada comandant de cos tenia autonomia per a ordenar les accions repressives que considerés necessàries, entre elles l'establiment de centres clandestins de detenció i tortura (ccd). Luder va anunciar també que s'avançarien les eleccions previstes per a març de 1977, les quals se celebrarien en la segona meitat de 1976.
A l'octubre, Isabel Perón va tornar a fer-se càrrec de la presidència i va decidir no avançar les eleccions (després les avançaria per a octubre de 1976), ni renunciar, ni permetre que fos sotmesa a judici polític, aferrant-se estrictament a la legalitat constitucional, en un context nacional i internacional en què els respatllers que podia rebre el govern eren cada vegada més escassos. L'excel·lent relació de Perón amb el radicalisme balbinista s'havia esfumat, i els principals diaris van començar a anunciar (i fins i tot exigir) que les Forces Armades prenguessin novament el poder. El governador de la província de Buenos Aires, el sindicalista ortodox Victorio Calabró, d'excel·lents relacions amb el duo Videla-Viola, va decidir obrir un «bloc antiverticalista» per enfrontar-se a Isabel Perón i operar per promoure la seva caiguda.
En el segon semestre de 1975, Montoneros i l'ERP van realitzar una gran quantitat d'operatius i atemptats. A l'agost, Montoneros va col·locar un centenar de bombes en diferents punts del país en ocasió del tercer aniversari de la Massacre de Trelew i va realitzar l'Operació Gardel enderrocant un avió militar a Tucumán, que va causar la mort de sis gendarmes; al setembre li va causar danys a la fragata misilística ARA Santísima Trinidad (D-2), i a l'octubre es va enfrontar per primera vegada amb l'Exèrcit a l'atacar al Regiment d'Infanteria de Muntanya 29 a Formosa, amb un resultat desastrós que va contribuir a unificar l'Exèrcit darrere del grup colpista. L'ERP va patir grans pèrdues a Tucumán, i al desembre va intentar una temerària operació a l'atacar el Batalló d'Arsenals de Mont Chingolo, on van morir al voltant de 100 guerrillers. En començar l'any 1976 van continuar els atacs, encara que més espaiats per la sagnia que havia disminuït dràsticament el seu nombre de combatents.
L'Aliança Anticomunista Argentina, ja sota el control ple de les Forces Armades, va aconseguir el seu màxim d'assassinats mensuals; 50 assassinats a l'octubre i 109 assassinats al desembre de 1975. Si en els dotze mesos anteriors a la mort de Perón, la Triple A havia matat 30 persones, en els divuit mesos de la presidència d'Isabel Perón, el terrorisme d'estat va assassinar un mínim de 614 persones i un màxim de 1500.
A finals de 1975, el govern va avançar les eleccions presidencials per a octubre de 1976. Conscients que el cop d'estat estava en plena preparació, els legisladors peronistes es van dividir en dos sectors; els «verticalistes» sostenien que l'única possibilitat d'arribar a les eleccions de octubre era respectar la institucionalitat que representava Isabel Perón, mentre que un altre sector, liderat per Luder, era partidari de la renúncia de la presidenta i el seu reemplaçament per un civil (el propi Luder) o un militar retirat amb suport militar. El radicalisme, per la seva banda, liderat per Fernando de la Rúa, era partidari remoure la presidenta Perón mitjançant un judici polític, que va ser rebutjat en bloc per la bancada justicialista majoritària. El 18 de desembre, el brigadier Jesús Cappellini, home lleial a Videla, va liderar un assaig de cop d'estat, per tal de fer caure al comandant en cap de l'Aeronàutica, brigadier Hèctor Fautario, últim dels comandaments militars que no acceptava formar part del grup colpista i «últim sosteniment» militar del govern constitucional. La caiguda de Fautario i el seu reemplaçament per Agosti, va acabar de conformar la cúpula colpista.
La decisió estratègica del grup colpista va ser «fer sagnar» al govern constitucional, però sense enderrocar-lo immediatament, de manera d'esgotar tota possibilitat d'una alternativa política-constitucional, portant a terme en simultani, una àmplia operació psicològica i mediàtica que generés en la població el convenciment que el cop era una «fatalitat». Al novembre, el Partit Justicialista va expulsar al governador antiverticalista Calabró i al desembre la presidenta va elaborar un decret per intervenir la província de Buenos Aires. La intervenció de la província de Buenos Aires i la remoció de Calabró, va ser presa pels tres comandants, com una declaració de guerra. El 29 de desembre, el triumvirat colpista va enviar al vicari castrense monsenyor Adolfo Tortolo, a transmetre a la presidenta la intimació innegociable a renunciar. Isabel es va reunir amb els tres comandants el 5 de gener de 1976, que van ratificar la intimació militar perquè renuncès. Isabel va rebutjar la comanda de renúncia, va ratificar la necessitat de preservar la institucionalitat constitucional fins a les eleccions presidencials que haurien de fer-se a l'octubre i va buscar la protecció del Vaticà, recorrent al nunci Pius Laghi (membre de la mateixa manera que Massera de la lògia Propaganda Due), qui al seu torn es va entrevistar amb l'ambaixador dels Estats Units, Robert Hill, un dels principals suports del duo Videla-Viola. En aquesta reunió, entre la presidenta i els tres comandants, es va definir la sort del govern constitucional.
El 9 de febrer, el periodista polític més conegut del país Bernardo Neustadt va tancar el seu programa Tiempo Nuevo mirant fixament a la càmera i exigint-li la renúncia a la presidenta:
| «                   | Senyora, per què no es fa un favor a vostè mateixa i ens ho fa a tots? Alliberi's! Deixi la presidència perquè l'assumeixi algú més capacitat! | » |
| — Bernardo Neustadt | |   |

El 17 de febrer, el cap dels serveis d'intel·ligència, el general Otto Paladino, va tornar a pressionar Isabel perquè renunciés, amb l'argument que en cas contrari «correria molta sang». Isabel li va transmetre llavors al seu ministre de Defensa, la raó de fons de la seva postura:
| «                                 | Vegi doctor, jo no renuncio ni que m'afusellin. Perquè renunciar aquí seria convalidar el que vindrà després. | » |
| — María Estela Martínez de Perón. | |   |

Simultàniament dos grups d'empresaris, el grup Perriaux i el grup de José Alfredo Martínez de Hoz, venien elaborant el pla econòmic per a la futura dictadura i organitzant a les principals organitzacions empresarials per descontrolar les variables econòmiques, i induir el caos. La inflació es va enfilar el gener de 1976 a gairebé el 20% mensual, causant la renúncia de Cafiero, i al març arribaria al 54%, el que tècnicament constituïa l'inici de la hiperinflació. L'agost de 1975, Martínez de Hoz havia col·locat en «assemblea permanent» (Assemblea Permanent d'Entitats Gremials Empresàries, APEGE), a les grans càmeres empresarials. El 18 de febrer de 1976, la APEGE va realitzar una aturada patronal paralitzant completament el país, que ha estat vist com l'antecedent més immediat del cop. Per llavors, els tres comandants funcionaven de fet com un govern paral·lel a les autoritats constitucionals.
El 24 de març de 1976, poc després de mitjanit, la presidenta María Estela Martínez de Perón va ser arrestada, mentre una junta militar anunciava que prenia el poder, dissolia el Congrés, reemplaçava a tots els membres de la Cort Suprema i intervenia totes les províncies. Aquest mateix dia van ser assassinades desenes de persones, entre elles el militar peronista Bernardo Alberte, el sindicalista René Salamanca i el també sindicalista docent Isauro Arancibia, que va defensar amb les armes, al costat del seu germà, la presa del sindicat per un grup militar.

## El Procés

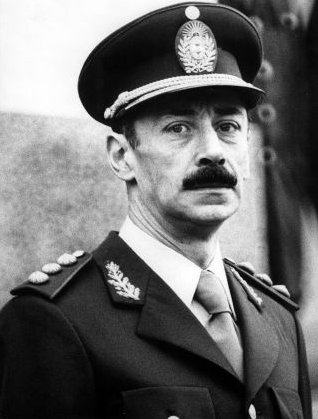
Jorge Rafael Videla, autor material del cop d'estat i primer «President de la Nació» de la dictadura

L'expresidenta va estar detinguda durant més de cinc anys, i va ser jutjada per malversació de cabals públics. Va ser reemplaçada per una Junta Militar formada per Videla, Massera i Agosti, que romandria al poder fins a mitjans de 1978. Després de cinc dies durant els quals la Junta va exercir el govern, Videla va ser nomenat «President de la Nació».
El govern dictatorial va desplaçar als integrants de la Cort Suprema de Justícia i als governadors i intendents de tot el país. Centenars de membres del govern van ser arrestats. Els càrrecs en el gabinet, les governacions de província i pràcticament cada nivell d'administració van ser repartits en parts iguals entre les tres armes i els grups civils que van formar part de la conspiració colpista. Com ja havia succeït el 1966, el nou govern no es va considerar provisional, va anunciar que tenia objectius i no terminis, i es va disposar a modificar completament la política, la societat i l'economia nacionals.
Algunes de les principals associacions empresarials com la Societat Rural Argentina i l'Associació de Bancs (Adeba), així com algunes grans empreses com Ford Motor Company, Mercedes-Benz, el diari Clarín, el diari La Nación, el diari La Nueva Província, l'editorial Atlàntida, Ledesma S.A.A.I., Techint, Bunge & Born, Acindar, la minera el Aguilar, van donar suport activament el cop d'estat i en alguns casos van formar part del govern i de la repressió. El mateix van fer diversos periodistes i comunicadors de primer nivell com Mirtha Legrand, Mariano Grondona, Bernardo Neustadt, José Claudio Escribano, Chiche Gelblung, José María Muñoz i Joaquín Morales Solá. Dirigents d'alguns partits polítics també van ser funcionaris de la dictadura, com el líder socialista Américo Ghioldi i el líder demòcrata progressista Rafael Martínez Raymonda.
El periodista Luis César Díaz sosté que durant la seva primera etapa, la dictadura tenia el suport tàcit de gran part de la població, cansada del desordre regnant durant els últims anys; molts mitjans de comunicació van donar suport activament el cop, mentre uns altres van considerar prudent no incomodar la dictadura.
Diversos historiadors han destacat també als sectors de la població que van resistir a la dictadura, com el sindicalisme, les organitzacions guerrilleres, les organitzacions de drets humans, i el peronisme.
La historiadora María Sáenz Quesada diu que milers de polítics, intel·lectuals i artistes van fugir del país, mentre la majoria acceptava mansament haver estat deixada de banda de les decisions polítiques, com a preu per la recentment guanyada tranquil·litat. En canvi, Mariana Caviglia assenyala que la dictadura va sotmetre a la població a un règim de terror sistemàtic que va produir la paralització i la incapacitat de parlar i recordar d'amplis sectors, especialment en la classe mitjana. Per la seva banda, l'historiador Luis Alberto Romero diu que només al final del Procés, la majoria de la població es veuria obligada a reconèixer que haver cedit a la dictadura la iniciativa de prendre totes les decisions polítiques havia desembocat en un desastre econòmic, humà, social i moral molt més gran que el que el cop d'estat s'havia proposat eliminar.

### Terrorisme d'Estat i genocidi
La dictadura va establir una estructura clandestina per a la repressió dels opositors i «aniquilació de subversius», que incloïa «grups de tasques», segrests i desaparicions forçades, centres de detenció i tortura clandestins, mecanismes il·legals per assassinar persones i disposar dels seus cadàvers, instal·lacions mèdiques secretes per atendre parts de detingudes-desaparegudes i suprimir les identitats dels nens nascuts en captivitat, desinformació a través dels mitjans de comunicació, coordinació amb les gerències de recursos humans de les grans empreses per a la delació d'opositors i sindicalistes, etc.
Desenes de milers de persones van ser detingudes, torturades i assassinades. Durant un temps, el govern informava a la població que s'havien produït «baixes» causades «a l'enemic», presentant-les sempre com caiguts en «enfrontaments», tot i que en la seva enorme majoria es tractava d'assassinats de persones desarmades o de presoners. Posteriorment, les Forces Armades van trobar més convenient afirmar que la guerra havia acabat, per la qual cosa van deixar d'informar de les morts, i van procedir a l'eliminació dels cadàvers, enterrant-los en fosses comunes o llançant-los al mar des d'avions militars. Van passar a ser «desapareguts». Entre els principals centres clandestins de detenció es poden esmentar l'Escola de Mecànica de l'Armada (ESMA) i El Olimpo a la Ciutat de Buenos Aires; El Campito, El Vesubio, El Pozo de Banfield a la província de Buenos Aires; i La Perla a la província de Córdoba.
L'aplicació sistemàtica de mètodes criminals ha estat considerada com un cas de terrorisme d'Estat, també conegut com a «guerra bruta». Organitzacions de drets humans, partits polítics, sentències judicials i especialistes han considerat que els assassinats massius van constituir un genocidi.
No s'ha pogut establir el nombre exacte de desapareguts: les Mares de Plaça de Mayo, les Àvies de Plaça de Mayo i el Servei Pau i Justícia (SERPAJ), estimen la quantitat en uns 30.000; la CONADEP va documentar 8.961 casos, mentre que documents oficials desclassificats dels Estats Units esmenten que els serveis d'intel·ligència sud-americans tenien computats 22.000 morts i desapareguts entre 1975 i 1978. En qualsevol cas, el nombre supervivents dels centres clandestins de detenció (ccd), dels detinguts, els arrestats sense judici i els torturats va ser molt superior, ja que una part d'ells va retornar a la vida pública després d'un temps de privació de la llibertat; hi va haver alguns detinguts que van arribar a estar set anys presos.

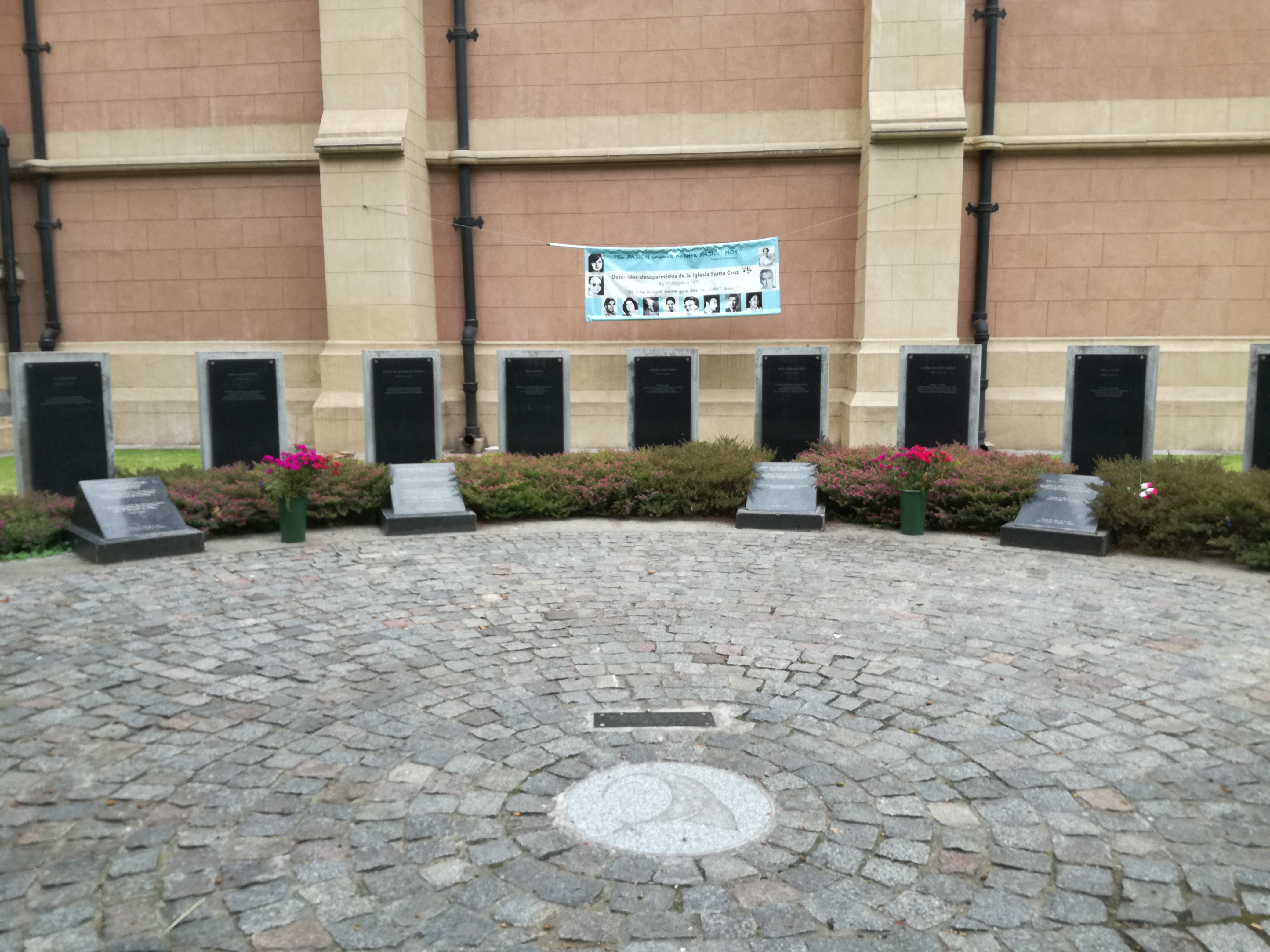
«Solar de la Memoria» a l'Església de la Santa Cruz, on es troben les restes d'Esther Ballestrino, junt amb les de Azucena Villaflor, María Ponce i Léonie Duquet

L'informe Nunca Más (Mai més) conté una descripció dels desapareguts pel seu grup de referència; més de la meitat eren treballadors; especialment van ser assassinats els sindicalistes pertanyents a comissions internes de fàbriques, com en els casos emblemàtics de Ford i Mercedes-Benz. Entre els desapareguts i assassinats existeix una important quantitat d'adolescents; en aquest cas és emblemàtic el segrest i desaparició del grup d'adolescents conegut com la «Nit dels Llapis», així com els alumnes desapareguts a l'Escola Carlos Pellegrini que documenta la pel·lícula Flors de setembre o la del militant comunista Floreal Edgardo Avellaneda. També van ser detinguts-desapareguts i assassinats persones discapacitades, ancianes, homosexuals i transsexuals, sacerdots i monges (com la Massacre de Sant Patrici dels pares palotins, o de les monges franceses Léonie Duquet i Alice Domon), sindicalistes (com Oscar Smith o Jorge Di Pascuale), periodistes (com Julián Delgado o Rafael Perrotta), artistes (com Héctor Oesterheld o Haroldo Conti), esportistes (com la jugadora d'hoquei Adriana Acosta), advocats (com el laboralista Norberto Centeno o de drets humans, com Sergio Karakachoff), etc. En alguns casos es tractaven de familiars o simplement persones nomenades per altres detinguts sotmesos a tortura; en alguns casos es va tractar de funcionaris que simpatitzaven amb el règim militar, com Elena Holmberg o Héctor Hidalgo Solá; en altres casos es va tractar de simples casos de robatori i extorsió com amb l'empresari Fernando Branca, o d'intents d'ocultar errors com en el cas de l'adolescent sueca Dagmar Hagelin i del pianista brasiler Francisco Tenório Júnior. Entre les víctimes notables també es troben les mares fundadores de l'Associació Mares de Plaça de Mayo (Azucena Villaflor, Esther Ballestrino i María Ponce).
Quan en els domicilis dels «objectius» dels «grups de tasques» hi havia nens, aquests eren també sostrets, les seves identitats suprimides i habitualment donats en adopció a famílies de militars, o de civils relacionats amb les Forces Armades. En el cas de les dones embarassades, la dona no rebia pràcticament cap atenció mèdica i donaven a llum en solitud; en els centres clandestins de detenció més gran havia obstetres que s'ocupaven del nadó en ser separat de la mare, però mai d'aquesta. Entre els desapareguts hi ha un nombre de nens (que s'estimen entre 250 i 500) adoptats il·legalment després que naixessin en els centres clandestins de detenció.
La Junta Militar va dur a terme la seva acció repressiva coordinada amb els Estats Units i altres dictadures instal·lades als països sud-americans mitjançant l'Operació Còndor, que va comptar amb el suport dels principals mitjans de comunicació privats i influents grups de poder civil, la protecció inicial del govern dels Estats Units i la passivitat de la comunitat internacional.
Tant enfront dels guerrillers del front tucumà com enfront de la guerrilla urbana a les grans ciutats, l'estratègia de les Forces Armades es va basar en l'eliminació física dels seus enemics: «guerrillers», «subversius», «terroristes» i «extremistes», estenent aquestes denominacions a qualsevol persona opositora al règim, fins i tot simples activistes socials sense relació amb les organitzacions armades. Les operacions de segrest de persones estaven a càrrec de «grups de tasques» (GT), dependents de forces militars; per facilitar les operacions, abans de les mateixes ordenaven a la policia allunyar-se de la zona en què anaven a actuar.

### Acció guerrillera
Les organitzacions guerrilleres van continuar l'activitat que havien iniciat abans del cop d'estat, encara que també discontinuaren altres, com la lluita contra l'organització parapolicial Triple A (que s'havia integrat als grups de tasques de la dictadura), les activitats en centres estudiantils, les activitats sindicals i les activitats electorals. A més, les organitzacions guerrilleres van iniciar una lluita de resistència contra la dictadura.
Montoneros va concentrar les seves operacions principalment en l'atac d'objectius policials (en pocs mesos van causar la mort de més de 70 agents i oficials) i militars de l'Exèrcit; entre aquests últims es va comptar el general Omar Actis. També van realitzar atemptats contra executius d'empreses nacionals i estrangeres, i funcionaris civils de la dictadura; però al començament de l'any 1979, l'organització ja estava molt disminuïda, tant per les baixes com per la fugida a l'exterior de diversos dels seus caps. El 1976 mor en un combat el cap montonero Carlos Caride i després és detinguda una de les fundadores de l'organització, Norma Arrostito, que mentre la dictadura va anunciar la seva mort en combat va ser mantinguda amb vida durant dos anys més fins a ser assassinada. El 1977, mor crivellat José Pablo Ventura, un altre dels caps de l'organització. El 1978 va ser segrestat al Brasil i assassinat clandestinament el secretari d'organització de la branca política, Norberto Habegger. En algun moment durant la dictadura va ser assassinat el comandant Roberto Quieto, detingut el desembre de 1975 i mantingut desaparegut a El Campito. En 1982 va ser detingut-desaparegut al Brasil el cap d'intel·ligència Ricardo René Haidar. El 1978 va fracassar un atemptat contra el vicealmirall Armando Lambruschini, en què van morir la seva filla, un custodi i dos veïns. A l'any següent, els caps exiliats van tornar per intentar una contraofensiva, que després d'aconseguir la mort d'un empresari i fracassar amb dos funcionaris de l'àrea econòmica, va ser completament desbaratada. Els combatents que no van poder fugir (alguns van poder escapar) van ser «aniquilats».
L'ERP ja estava molt disminuït en iniciar la dictadura, i els seus intents de continuar la lluita a Tucumán van acabar en un desastre. Mario Roberto Santucho i Benito Urteaga van ser morts per l'Exèrcit, seguits per gran quantitat d'altres combatents; el seu últim atemptat d'importància va ser un fallit intent d'assassinar Videla. Abans de dissoldre's totalment a finals de 1977, l'ERP va aconseguir a matar 77 policies (només a Buenos Aires); centenars de combatents que no van poder fugir a l'estranger van ser capturats i executats.

### Política econòmica

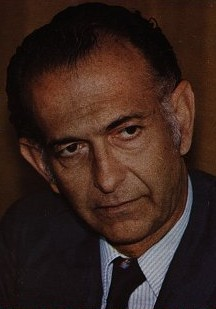
José Alfredo Martínez de Hoz va ser el primer ministre d'Economia del Procés; el seu mandat va marcar el final del procés industrialitzador a l'Argentina.

L'argument dels militars era que perseguien el propòsit d'acabar amb el «desgovern», la «corrupció» i el «flagell subversiu». No obstant això, altres analistes afirmen que aquesta justificació encobria la voluntat d'imposar al país un règim econòmic neoliberal, a to amb els requeriments i exigències que plantejaven en aquests moments el Fons Monetari Internacional i els Estats Units als països llatinoamericans.
El pla econòmic va ser dissenyat pel ministre d'Economia José Alfredo Martínez de Hoz (lligat al sector agropecuari i a grans empreses) qui va seguir els alineaments econòmics de l'Escola de Chicago, genèricament inclosa en el concepte de neoliberalisme. Presentat una setmana després del cop d'estat, el pla es proposava aturar la inflació, estimular la inversió estrangera, incrementar la competitivitat de l'economia argentina i promoure els seus «avantatges naturals». Per a això es van congelar els salaris, es van reduir massivament els impostos i aranzels al comerç exterior i es va promoure una taxa de canvi endarrerit per mitjà d'un sistema de devaluació programada, anomenat «la tablita» (la tauleta); per protegir les entitats financeres, l'Estat es va fer responsable del pagament dels dipòsits.
Els sectors lligats a l'esquema agroexportador van recolzar aquesta política, ja que s'eliminaven totes les polítiques de suport a la indústria (que havien estat finançades amb les exportacions agroramaderes) i es liberalitzava el comerç exterior. Les Forces Armades buscaven la reprimarització de l'economia per destruir la capacitat de pressió dels sindicats, als quals responsabilitzaven pel desordre social tant com a les ideologies d'esquerra. És per això que la política laboral va consistir en la intervenció de tots els sindicats, la prohibició de les vagues i la persecució dels activistes socials, molts dels quals van ser segrestats i desapareguts.
El congelació de salaris, el valor de compra ja estava deteriorat per la inflació, va portar a una ràpida caiguda de la seva capacitat adquisitiva; només entre gener i octubre de 1976 els salaris van perdre un 49% del seu valor real. La desocupació es va mantenir relativament estable, partint d'un 3,8% a l'octubre de 1975 i deixant un 3,9% a l'octubre de 1983, amb un pic del 6% al maig de 1982.
L'obertura comercial i la política de sobrevaloració del peso argentí no van generar noves inversions; les indústries de capital estranger van optar per augmentar les utilitats remeses als seus països d'origen, ja que en convertir les fàbriques en meres armadores d'insums i peces importades no necessitaven reinvertir; aquest procés va ser especialment visible en la indústria automobilística. Es va produir un agment massiu d'importacions, amb un efecte desastrós sobre la indústria; grans empreses industrials van tancar les seves plantes, entre elles General Motors, Peugeot, Citroën i Chrysler, Siam, Decca (Deutz-la Cantàbrica), Tamet, Olivetti. Milers d'empreses industrials mitjanes i petites van ser venudes a capitals estrangers o tancades; el cens industrial de 1974 va rellevar 126.388 fàbriques a tot el país; el de 1984 va censar 109.376 fàbriques. Per 1980, la producció industrial havia reduït un 10% la seva aportació al PIB, i en algunes branques (com la fins llavors estesa indústria tèxtil) la caiguda va superar el 15%.
Juntament amb la Llei d'Entitats Financeres, promulgada al juny de 1977, la tablita va promoure una especulació financera desmesurada; els inversors van abandonar massivament les inversions productives per col·locar els seus capitals en la compra de dòlars i dipòsits a terminis molt curts. El cost d'aquestes mesures va ser enorme per als consumidors, que van haver de fer front a un mercat de crèdit liberalitzat, les taxes van augmentar al costat de les pagades pels dipòsits. Les empreses més grans van haver de renunciar al finançament en el mercat intern, prenent massivament crèdits a l'exterior. Les més petites, que no van tenir aquesta possibilitat, van haver de renunciar a qualsevol inversió, o es van endeutar amb interessos molt alts. La impossibilitat de saldar aquests deutes va portar a la fallida a milers d'empreses i particulars, el que va ocasionar el tancament de més de 25 entitats creditícies, els passius va haver d'assumir l'Estat.
La sobrevaloració del peso argentí va provocar el fenomen conegut amb el nom de «plata dulce» (argent dolç), per la qual grans quantitats d'argentins de classe mitjana viatjaven a l'exterior i compraven tota classe de mercaderies, inclosos roba i electrodomèstics, que els obtenien a un preu molt inferior a l'argentí. L'aparent bonança va durar fins que la destrucció del sistema productiu va obligar el 1981 a fer correccions en la política canviària.
Malgrat que el discurs de l'equip econòmic posava l'accent en el combat de la inflació, aquesta es va mantenir en nivells molt alts; el 1976 va ser del 348%, baixant molt lentament fins a arribar a un 87% el 1980.

### Repressió cultural
Per als militars del Procés, el concepte de nacionalitat excloïa qualsevol forma d'heterogeneïtat possible. Aquesta recerca d'homogeneïtat de la societat deixava de banda a les minories tenint en compte, per exemple, les seves arrels (jueus, descendents dels pobles originaris, etc.), la seva orientació sexual o les seves creences religioses.
La política cultural i educativa de la dictadura va respondre a aquest punt de vista; es va implantar una rígida censura prèvia, que va incloure cremes de llibres, prohibicions sobre pel·lícules i obres de teatre i musicals. Desenes d'escriptors, músics i dramaturgs van ser prohibits; qualsevol expressió artística que no compartís del punt de vista del grup governant era considerat potencialment subversiu. Fins i tot es va prohibir la reproducció de cançons de Carlos Gardel en què estigués acompanyat per guitarres, el llibre El Petit Príncep, d'Antoine de Saint-Exupéry, o l'Enciclopèdia Salvat.
A més de la repressió, el «perill subversiu» va ser combatut amb campanyes en què es demanava la col·laboració dels pares en el control dels continguts pedagògics de l'ensenyament; s'advertia contra l'ús de termes com ara «burgesia», «Amèrica Llatina» o «capitalisme», la lectura d'autors llatinoamericans en lloc de la literatura clàssica, els treballs en grups i la matemàtica moderna, per l'ús de conjunts.
Encara que va haver casos de capellans i bisbes que es van enfrontar a la dictadura, la major part de la jerarquia catòlica va treballar activament en favor dels objectius del govern. Els bisbes de més jerarquia beneïen periòdicament actes públics dels membres de la dictadura, i es negaven a col·laborar amb qui buscaven als seus parents desapareguts.
El govern va obtenir un gran triomf cultural per mitjà de l'organització de la Copa del Món de Futbol de 1978; el triomf de la selecció argentina va permetre distreure la població dels problemes econòmics i polítics, i va generar una onada de nacionalisme i eufòria que va ser aprofitat per millorar la imatge de la dictadura davant l'opinió pública.
En la seva recerca d'homogeneïtat cultural i estètica, es va decidir solucionar el problema de les viles misèria per mitjà de la seva erradicació; es van dur endavant alguns plans d'habitatge, però en cap cas aquests van estar relacionats amb l'erradicació de les «viles». La intenció de millorar la imatge argentina a l'exterior va portar als governs nacionals i provincials a erradicar les viles situades a prop de les vies de comunicació, llocs d'allotjament i estadis. El governador de Tucumán, el general Domingo Bussi, es va fer especialment conegut per expulsar d'aquesta província als habitants de totes les viles misèria i als captaires.

### Relacions exteriors i drets humans

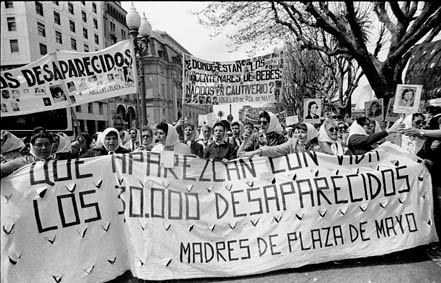
Les Mares de Plaza de Mayo i altres organitzacions de drets humans es van mobilitzar activament contra la dictadura

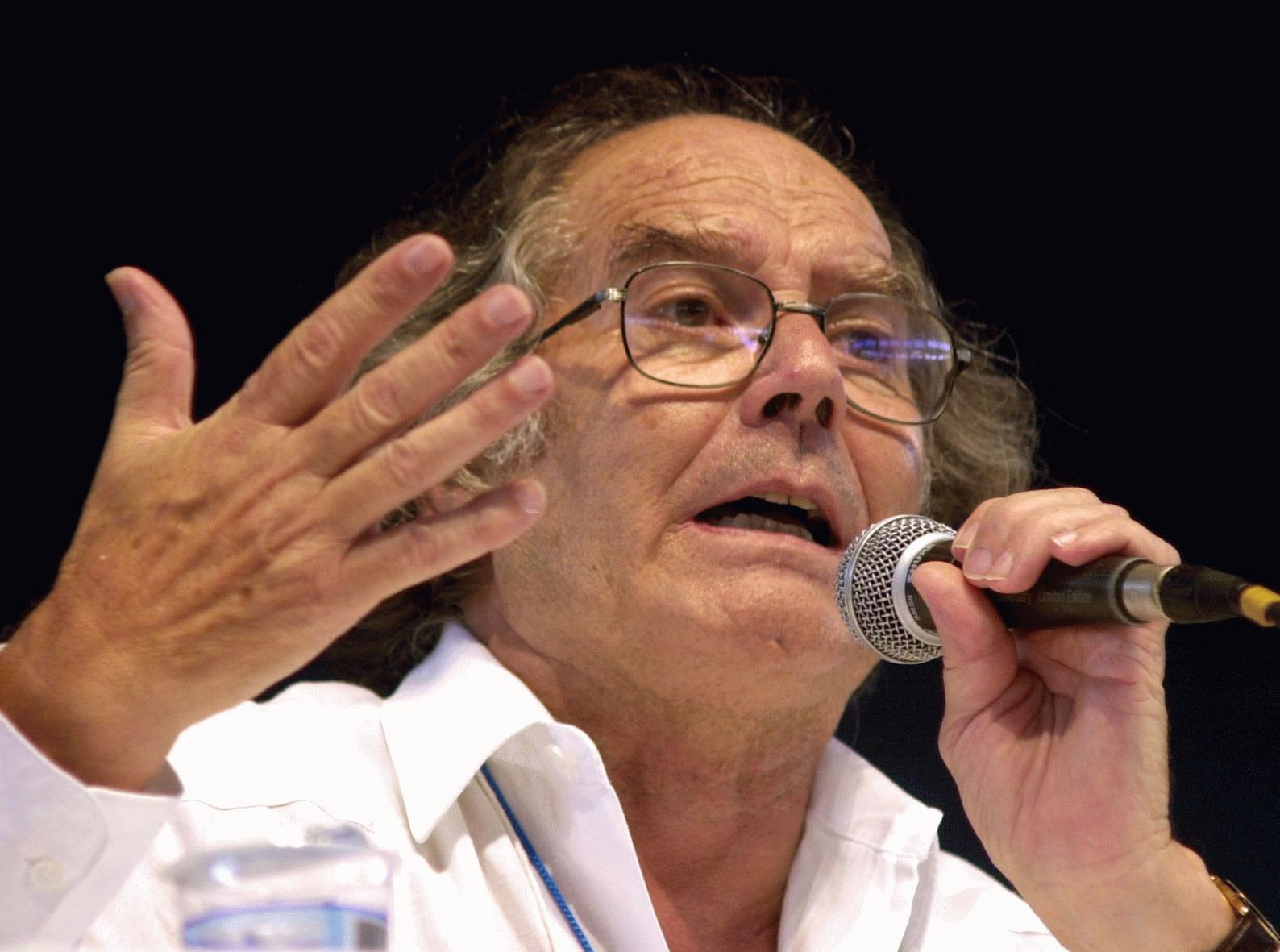
Adolfo Pérez Esquivel, activista pels drets humans del SERPAJ, detingut i torturat per la dictadura, va rebre el Premi Nobel de la Pau el 1980

La pretensió de la dictadura era tenir un paper important a Sud-amèrica, com a aliat preferencial dels Estats Units. Això va ser relativament possible mentre va durar el govern de Gerald Ford, però l'arribada de Jimmy Carter a la presidència a principis de 1977 va canviar les coses; les queixes dels exiliats sobre la situació dels drets humans van portar al govern estatunidenc a pressionar a la dictadura per acabar amb les matances i segrests. Diversos països europeus, especialment França i Suècia, es van sumar als reclams i pressions. El govern estatunidenc va negar sistemàticament ajuda militar a la dictadura i va obstruir crèdits que l'Argentina necessitava per al seu pla d'inversions, tal com el que s'havia acordat amb l'Eximbanl, per finançar les turbines de la presa de Yacyretá.
El govern i la premsa difonien l'eslògan «els argentins som drets i humans» en resposta a una suposada «campanya antiargentina», que va ser recolzada per gran part de la població, ignorant dels crims que s'estaven cometent. La Copa del Món de Futbol va ser utilitzat com un mitjà de propaganda a favor del govern, que va mostrar que al país regnava la llibertat. Repetides visites de representants de governs estrangers van portar al govern a acceptar una visita de la Comissió Interamericana de Drets Humans (CIDH) el 1979, que va obligar el govern a posar en llibertat a milers de detinguts abans de la realització de la mateixa. No obstant això, la missió de la CIDH va poder reunir milers de reclams sobre desapareguts, de manera que la Junta Militar es va apressar per donar a conèixer un nou règim legal sobre els desapareguts.
La dictadura va coordinar la persecució als «subversius» amb els governs dels països limítrofs (tots ells també eren dictadures) i va signar acords de cooperació comercial amb diversos països llatinoamericans.
Però la relació amb Xile va estar afectada per l'ambició de part dels alts comandaments (dirigits per Massera) que creien necessària una «bona guerra» per aixecar la moral de la població. L'oportunitat la hi va donar el Laude Arbitral de 1977, que va atorgar la sobirania de les illes orientals del canal de Beagle a Xile. Una escalada d'amenaces i provocacions portar a tots dos països a preparar-se per una guerra imminent; l'Exèrcit Argentí va planificar un atac massiu sobre el seu veí, que estava programat per a finals de 1978.
L'opinió pública argentina va reaccionar negativament, i Videla es va oposar a l'esclat d'una guerra, però temia ser desplaçat pels seus generals més bel·licistes. En canvi, va acceptar immediatament un oferiment de mediació arbitral per part del Papa Joan Pau II, sotmetent la qüestió a un nou arbitratge. La guerra es va evitar, però els grups bel·licistes no van quedar conformes, el que portaria dos anys més tard a la Guerra de les Malvines.
El 1980, Adolfo Pérez Esquivel, dirigent de l'organització Servicio Paz y Justicia (SERPAJ) va rebre el Premi Nobel de la Pau, amb la qual cosa les violacions als drets humans a l'Argentina van aconseguir repercussió mundial.
La lluita de les organitzacions de drets humans va continuar durant i després de les resolucions de la CIDH i del conflicte del Beagle; les Mares de Plaça de Mayo van reclamar durant anys per l'aparició amb vida dels seus fills desapareguts, i (encara que la seva fundadora, Azucena Villaflor va ser també assassinada juntament amb altres manifestants) van aconseguir finalment fer entendre a la població argentina la situació de milers de presos polítics, torturats i desapareguts. La població va passar de justificar les detencions, segrestos i assassinats amb la frase «alguna cosa hauran fet» a unir-se als reclams de les Mares de Plaça de Mayo.

### Conflictes interns i socials

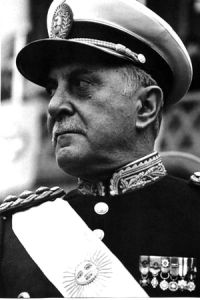
Roberto Viola, segon president del Procés

A mitjans del 1977, Videla va cedir la comandància en cap de l'Exèrcit a Roberto Eduardo Viola; tres anys més tard, la Junta de Comandants (Viola, Graffigna i Lambruschini) van nomenar «President» al tinent general Viola, poc abans que aquest fos al seu torn reemplaçat per Leopoldo Fortunato Galtieri com a comandant de l'Exèrcit. Viola havia fet un recanvi a les comandàncies militars en direcció d'una ideologia més moderada, oposada al liberalisme imperant i a la política de desaparició de persones; Galtieri no trigaria a revertir aquesta tendència.
Viola va assumir la presidència el 19 de març de 1981 (es complien 5 anys de l'assumpció de Videla) al capdavant d'un gabinet de majoria civil, d'orientació desenvolupista, en el qual hi havia alguns funcionaris amb bones relacions amb els sindicats.
La CGT va ser prohibida, però el moviment obrer es va reorganitzar en dos grans grups; un de més combatiu i un altre més dialogant. El grup més combatiu va començar a organitzar-se el gener de 1977, adoptant successivament diversos noms: «Grup dels 7», «Comissió dels 25» i «CGT Brasil» el 1980. Va ser liderat per Saúl Ubaldini, secretari adjunt del sindicat de cervesers. Va estar integrat entre d'altres per José Luis Castillo (conductors navals), Manuel Diz Rei (viatjants de comerç), Ramón Elorza (gastronòmics), Demetrio Lorenzo (alimentació), Juan Racchini (aigües gasoses), Juan Serrano (pneumàtics), Ricardo Pérez (camioners), Ramón Baldassini (telepostals), Carlos Cabrera, (miners), Fernando Donaires (paperers), Roberto García (taxistes), Enrique Micó (roba), Hugo Curto (metal·lúrgics) i José Pedraza (ferroviaris).
El grup més dialogant va prendre successivament els noms de «Comissió de Gestió i Treball», «Comissió Nacional de Treball» i «CGT Azopardo», i va tenir una conducció col·legiada en la qual es destacaven Jorge Triaca (plàstics) i Armando Cavalieri (empleats de comerç).
El setembre del 1979, els dos sectors es van unir breument en la CUTA (Conducció Única de Treballadors Argentins), encara que un grup de vint sindicats van optar per mantenir-se al marge. La historiadora Maria Sáenz Quesada sosté que per intentar contrarestar als nous líders sindicals opositors, Videla havia autoritzat a la crida CGT Azopardo a ocupar la seu històrica de la central sindical. Altres fonts qüestionen l'afirmació de Sáenz Quesada causa que la CGT Azopardo es va formar el 1982 i per a aquesta data Videla feia més d'un any que havia deixat el poder.
L'abril del 1979, la Comissió dels 25 va declarar la primera aturada general contra la dictadura; aquesta va tenir un acatament limitat en un context altament repressiu en el qual la vaga es castigava amb una pena mínima de sis anys. El grup d'Ubaldini va exhibir la seva popularitat al juliol de 1981, quan va aconseguir més èxit en la vaga general, i al novembre, a l'organitzar un pelegrinatge a l'Església de San Cayetano, que es va convertir en una manifestació massiva.
El 1981 diversos dirigents polítics van formar l'anomenada «Multipartidaria», que va començar a exigir unes eleccions properes. Al setembre, un dur document de la Multipartidaria va estendre les seves comandes a una reforma econòmica i un augment general de salaris.
L'avanç de Galtieri en l'Exèrcit li va permetre gestar una mena de cop d'estat quan Viola va ser internat per un problema de salut menor; sobtadament es va anunciar que deixava el poder. Després d'un interinitat de diversos dies de Carlos Alberto Lacoste, Galtieri va assumir la presidència, sense deixar la comandància de l'Exèrcit; l'acompanyaven a la Junta l'almirall Jorge Isaac Anaya i el brigadier Basilio Lami Dozo.
El nou dictador era un home especialment simpàtic, obert, ambiciós i poc preparat. Considerava el seu deure recompondre la política de «mà dura» amb els «extremistes», els sindicats, i el liberalisme més extrem. Obertament partidari d'una aliança amb els Estats Units, va creure que aquesta estava garantida per l'ajuda militar que va brindar als «contres» a Nicaragua, que li havia estat calorosament agraïda pel nou president estatunidenc, Ronald Reagan, un fanàtic anticomunista. La política econòmica del ministre Roberto Alemann va ser d'un estricte control de despeses, i va rebutjar iradament qualsevol intent d'augment de salaris.
En resposta per les creixents dificultats econòmiques, la CGT Brasil va convocar a una aturada general per al 30 de març de 1982, que va tenir un ampli acatament; durant les manifestacions van ser arrestades unes 3.000 persones, mentre que Benedicto Ortíz, secretari general del sindicat miner va ser assassinat a Mendoza pels trets de la policia contra la manifestació. El descrèdit de la dictadura arribava ja al seu màxim, però Galtieri ja tenia a punt la decisió que (segons creia) retornaria a la dictadura la popularitat perduda i li permetria ocupar un lloc privilegiat en el «món occidental i cristià».

### La Guerra de les Malvines
El 2 d'abril, tropes argentines van ocupar les illes Malvines, que eren reclamades per aquest país des de la seva ocupació militar per Gran Bretanya el 1833. També van ser ocupades les illes Georgias del Sud i Sandwich del Sud. Un enorme moviment de patriotisme va saludar aquesta operació i personalitats de totes les tendència donar suport a la recuperació de les illes.
Galtieri i el seu ministre de Relacions Exteriors, Nicanor Costa Méndez, no van creure que la Gran Bretanya donés importància a l'assumpte; esperaven protestes i una llarga negociació diplomàtica, però cap reacció militar. En tot cas, comptaven amb la simpatia del president estatunidenc Ronald Reagan i creien que el Tractat Interamericà d'Assistència Recíproca (TIAR) obligaria els Estats Units a prendre partit per l'Argentina. Malgrat les successives advertències de part de representants estatunidencs, Galtieri i els seus companys de la Junta es van negar a acceptar l'exigència del Consell de Seguretat de l'Organització de les Nacions Unides d'evacuar les illes.
A principis de maig, l'aviació britànica va començar el bombardeig de posicions argentines, i poc després un submarí nuclear britànic va enfonsar el creuer ARA General Belgrano, causant 323 baixes. Pocs dies més tard es va iniciar l'atac terrestre; tot i la dura resistència oposada des de la batalla de Pradera del Ganso, les tropes defensores no van poder evitar l'avanç cap a la capital de les illes, Puerto Argentino / Stanley. Les tropes argentines, mal equipades i pèssimament comandades, van ser superades i el 14 de juny van haver de rendir-se. Havien patit un total de 649 baixes.

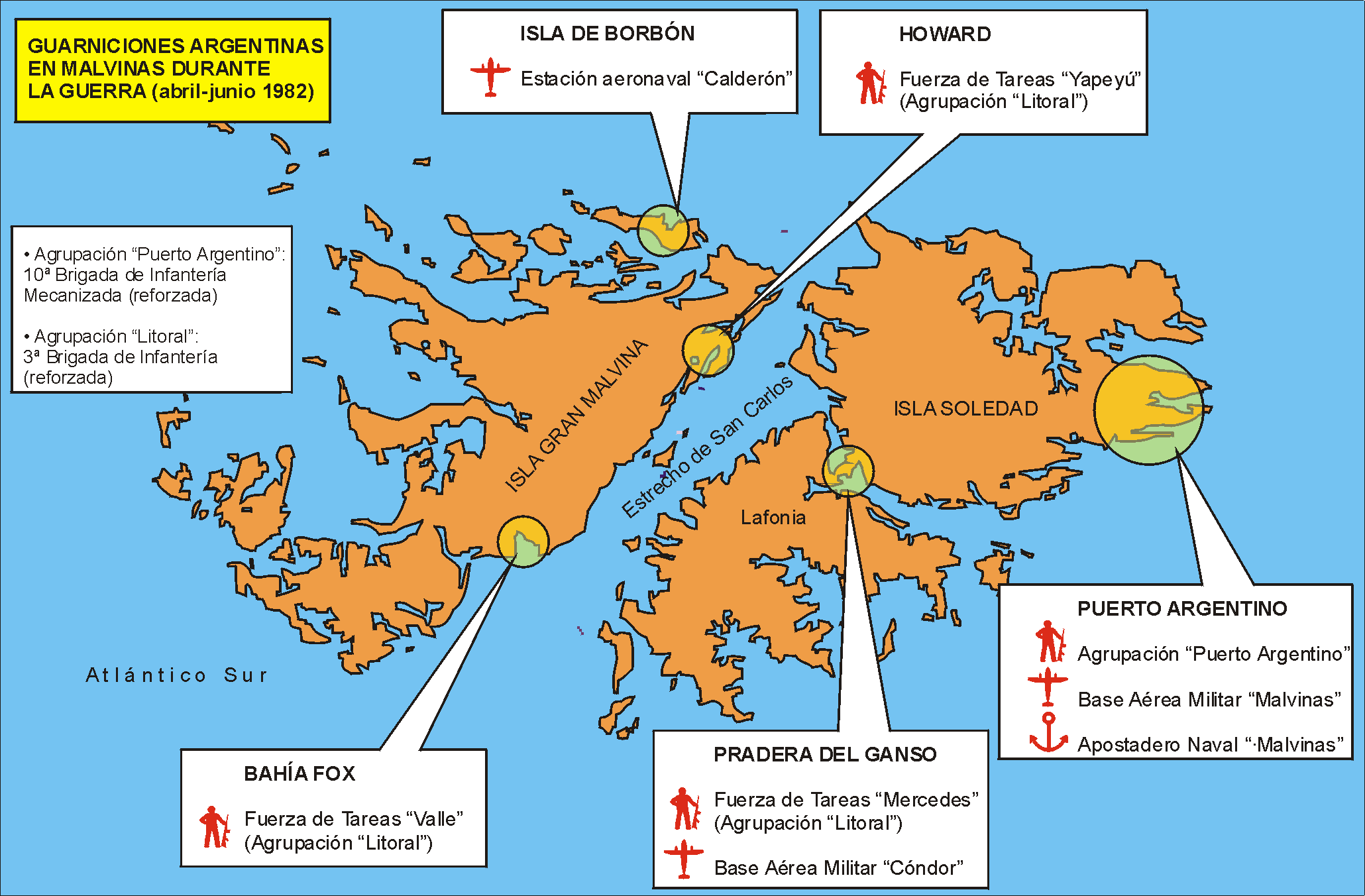
Situació de la Força de Tasques «Mercedes» en el conjunt de la defensa argentina de l'arxipèlag
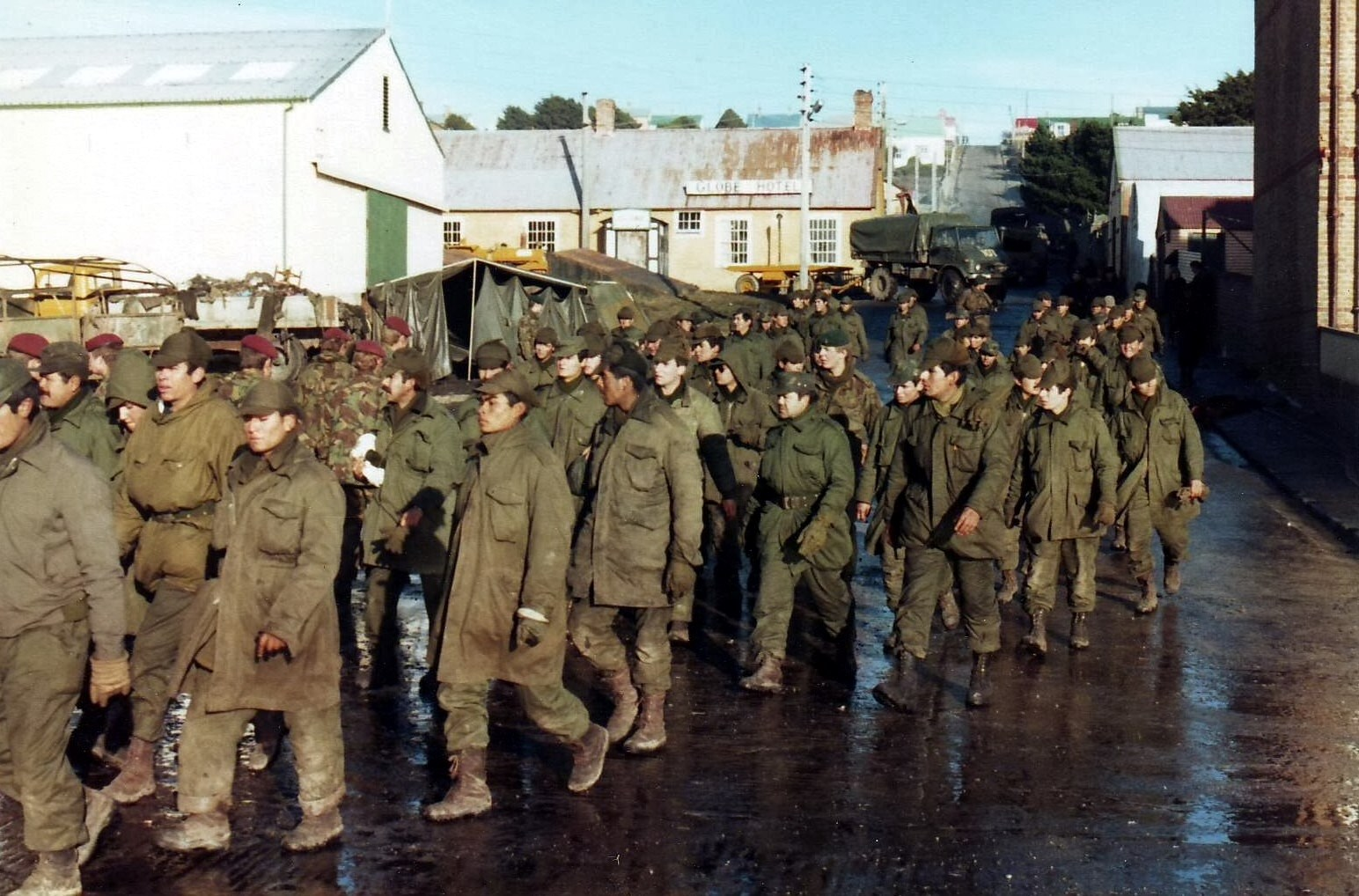
Presoners de guerra argentins a Port Stanley, 1982

Fins al final de la guerra, els noticiaris argentins continuaven informant a la població que era el seu país el que estava guanyant; la notícia de la rendició va prendre per sorpresa a l'opinió pública (ja molt preocupada per les baixes, però amb les esperances encara vives) i va tirar per terra el prestigi de la dictadura.
Les manifestacions contra el govern es van multiplicar. El 18 de juny, el nou comandant de l'Exèrcit, Cristino Nicolaides, va deposar Galtieri i als caps de l'Armada i de la Força Aèria; va passar diversos dies discutint amb els seus companys de la nova Junta de Comandants, fins que va decidir, igual que Lanusse onze anys abans, nomenar «President» a un general de perfil baix, Reynaldo Bignone; aquest va assumir el comandament el 1r de juliol de 1982.

### Inflació i deute extern
Dues reformes econòmiques de gravíssimes conseqüències van tenir lloc el 1980. Al gener, el Banc Central va emetre la circular 1050, pel qual els crèdits hipotecaris serien actualitzats d'acord amb les taxes d'interès bancàries vigents. La mesura havia estat presa per protegir els bancs i financeres, diversos dels quals havien trencat per la impossibilitat de cobrar els préstecs atorgats; en molt poc temps, les taxes van aconseguir valors de més del 100% anual, que van resultar impagables per l'enorme majoria dels deutors, de manera que nombroses famílies a perdre la propietat dels seus habitatges. La segona reforma va ocórrer a l'octubre del mateix any, quan es va decidir eliminar les aportacions que feien els ocupadors per a la seguretat social; els ingressos necessaris serien coberts amb una porció dels impostos coparticipables, que els van ser restats a les províncies. La mesura va afectar enormement les arques provincials, va causar una baixa en la suma que cobraven els jubilats i va portar als treballadors a acceptar l'evasió fiscal, que al seu torn va perjudicar encara més a les províncies i els jubilats.
Viola va arribar al poder envoltat de dirigents desenvolupistes, com el seu ministre d'Economia, Lorenzo Sigaut, que va deixar sense efecte la «tabita», va anunciar que «qui aposta al dòlar, perd», i pocs dies més tard va devaluar dràsticament la moneda. Si bé la mesura semblava afavorir els sectors agroexportadors, que es queixaven que la sobrevaloració del pes dels perjudicava, també va impulsar un nou augment de la inflació; el 1981, aquesta va arribar al 131%.
Durant la gestió de Sigaut es va instaurar una assegurança de canvi per beneficiar els deutors; un seguit de canvis en les taxes de les assegurances de canvis, introduïts pels successius presidents del Banc Central, Domingo Cavallo i Julio González del Solar, van determinar que l'enorme majoria dels deutes de les grans empreses passessin a l'Estat nacional; al costat d'aquest procés es van donar centenars de casos de transferències il·legals en el mateix sentit. Els grups privats més poderosos havien pres quantioses deutes quan hi havia molta liquiditat a taxes del 6% i per a 1982 estaven pagant taxes del 16%, gairebé tres vegades més grans. Entre aquestes empreses estaven Celulosa Argentina (1500 milions), Cogasco (1350 milions), Autopistas Urbanas (950 milions), Pérez Companc (910 milions), Acindar (650 milions), Bridas (600 milions), Banc d'Itàlia (550 milions), Alpargatas Argentina (470 milions) i Techint (350 milions). A finals de 1982, el deute extern havia ascendit a 28.626 milions de dòlars, i a finals de 1983 superava els 45.087 milions.
Després de la agressiva política d'austeritat imposada al començament de la dictadura de Galtieri, la resta dels ministres d'Economia es van limitar a intentar frenar la inflació, amb resultats desastrosos; superaria el 209% el 1982, i a l'any següent va ser del 433,69 %, la taxa d'inflació més alta registrada a l'Argentina fins llavors. Al juny de 1981, el peso ley 18.188 va ser suplantat pel peso argentí, que equivalia a 10.000 pesos ley.
El PIB havia disminuït un 6% el 1980, i un 5% el 1981, augmentant un 3% el 1983. La pobresa, que des de la dècada del 1940 se situava sota del 10%, i que era del 5,8% el 1974, va pujar al 12,8% el 1980 i al 37,4% el 1982. Fins i tot va caure el consum d'aliments; entre 1975 i 1983, el consum per capita de carn bovina (considerada tradicionalment la base de l'alimentació argentina) va caure un 22, 5%, el pa va caure un 5,3%, el sucre un 20,7% i l'herba mate un 3,8%.
L'economia de la dictadura deixava una «pesada herència» a l'Argentina democràtica; un deute extern que ascendia a més d'US $ 1500 per habitant, una inflació descontrolada, un PBI per capita un 12% menor al de 1975, una indústria destruïda i extranjeritzada i un nivell de pobresa que superava la de 30 anys enrere.

### La última dictadura

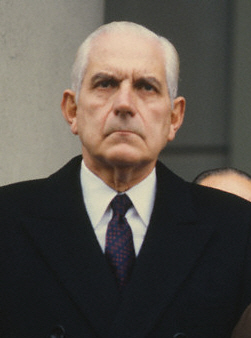
Reynaldo Benito Bignone va ser l'últim dictador de la història argentina

El govern de Bignone era, de totes totes, un govern de transició, en el qual tots els ministres (menys un) eren civils, així com la majoria dels governadors de província. Les poques veus que encara somiaven amb mantenir una dictadura indefinida van ser tapades pels reclams de la «Multipartidaria».
La premsa va decidir per si mateixa esquivar la dura censura que se li havia aplicat fins llavors; la CGT va convocar tres aturades generals, que van tenir un acatament massiu; els partits polítics es van llançar a la discussió de programes i candidatures; i la rígida censura artística va donar pas a un «destape», que es va animar a publicar i discutir qüestions polítiques, morals, religioses i sexuals.
Al desembre, la Junta va ordenar al tinent general Benjamín Rattenbach investigar les responsabilitats de la Guerra de les Malvines; el resultat, conegut com l'Informe Rattenbach, demanava penes molt greus per Galtieri i altres responsables d'una «aventura militar».
La dictadura va intentar mantenir algun grau de duresa, i el 16 de desembre un manifestant va ser mort durant la repressió d'una manifestació massiva. De totes maneres, la decisió de convocar eleccions ja estava presa, i aquestes van ser fixades per a l'últim diumenge d'octubre de 1983.
El 18 d'abril de 1983, Bignone va ordenar la destrucció de tots els fitxers existents sobre la detenció, tortura i assassinat dels desapareguts. Al setembre, el govern va sancionar una «Llei de Pacificació Nacional» (Llei d'autoamnistia n. 22.924), que en la pràctica amnistiava preventivament a tots els militars per qualsevol fet ocorregut durant la «guerra bruta» i les successives dictadures. Però la justícia ja havia començat a jutjar els fins llavors intocables comandants; al juny, el jutge Oscar Salvi havia ordenat la detenció de l'almirall Massera, pel crim contra l'empresari Eduardo Branca.
Mentre la CGT s'unificava, els partits polítics es van preparar per a les eleccions; per raons històriques, els favorits eren el Partit Justicialista i la Unió Cívica Radical. El peronisme va portar endavant una complexa elecció interna per mitjà d'un Congrés Nacional, degut en bona part al fet que en totes les eleccions anteriors la decisió de Perón havia tancat gairebé totes les discussions sobre candidatures; el candidat va ser Ítalo Argentino Luder, que havia exercit com a interí d'Isabel Perón. Per la seva banda, el radicalisme va anar a eleccions internes directes, en què una aliança del Moviment de Renovació i Canvi i la «Línia Córdoba» va triomfar sobre els partidaris del recentment mort Ricardo Balbín i va portar com a candidat presidencial a Raúl Alfonsín.
El 30 d'octubre, Alfonsín va triomfar amb un 51,75% dels vots contra el 40,16% de Luder; aquest dia, el peronisme va ser derrotat per primera vegada en eleccions lliures. Després aixecar l'estat de setge, Bignone va lliurar la presidència a Alfonsín el 10 de desembre del 1983.

## El retorn a la democràcia
Per diverses raons, aquestes eleccions van portar a la democràcia a un nou punt de partida molt més saludable que en ocasions anteriors; la legitimitat del nou govern era inobjectable; el partit governant tenia la majoria a la Cambra de Diputats però era minoria al Senat; a més governava diverses de les províncies més grans però els peronistes tenien més de la meitat dels governs provincials; la guerrilla i el terrorisme (encara que a un cost humà insoportable) havien estat deixats enrere; l'enorme majoria de la població confiava en la democràcia; i, sobretot, després de la desastrosa gestió econòmica, militar, política i de drets humans del Procés, ningú esperava recórrer en el futur a una nova dictadura.
Ha estat provat en els judicis per crims de lesa humanitat comesos durant la dictadura, que després d'iniciat el govern constitucional de Raúl Alfonsín el 10 de desembre de 1983, almenys un centre clandestí de detenció va continuar en activitat a Mar del Plata i que allà van ser mantingudes amb vida fins a l'any següent diverses persones desaparegudes, entre elles Cecilia Viñas Moreno. Els crims de lesa humanitat comesos durant el Procés van ser investigats el 1984 per la Comissió Nacional sobre la Desaparició de Persones (CONADEP) que va produir el famós informe Nunca Más. Per aquests crims, les tres juntes de comandants que van governar el país entre 1976 i 1982 van ser jutjades i condemnades el 1984; altres responsables han estat enjudiciats i condemnats, tant en l'Argentina com en altres països. Els processos han continuat diverses dècades després dels fets.
L'organització Àvies de Plaça de Mayo, dedicada a localitzar els fills dels desapareguts, ja ha trobat a més de 100 nets segrestats per la dictadura.
El deute extern ha continuat sent una pesada càrrega per als següents governs; la inflació heretada del Procés (i de la gestió d'Isabel Perón) va seguir castigant recurrentment a l'economia argentina; el sistema de previsió va quedar destruït; l'empenta industrialista que havia començat cap a 1940 i s'havia aturat cap a 1975 no ha tornat a ressorgir; i la corrupció continua sent una de les principals preocupacions relacionades a la política en l'Argentina.
Tot i els greus qüestionaments que s'han fet als governs elegits des de 1983, el recurs a la democràcia com a solució als problemes sembla estar molt generalitzat a l'Argentina. Les crides a la violència política han estat esporàdics, i ràpidament rebutjats per l'opinió pública. Les discussions sobre l'orientació política i econòmica no han perdut virulència, i es discuteixen postures moderades juntament amb les més extremes propostes d'esquerra i de dreta, però les crides a la lluita armada o la repressió violenta (que encara van tenir algunes repeticions durant la primera dècada de democràcia) no han estat atesos per cap minoria significativa.